# Culture sourde

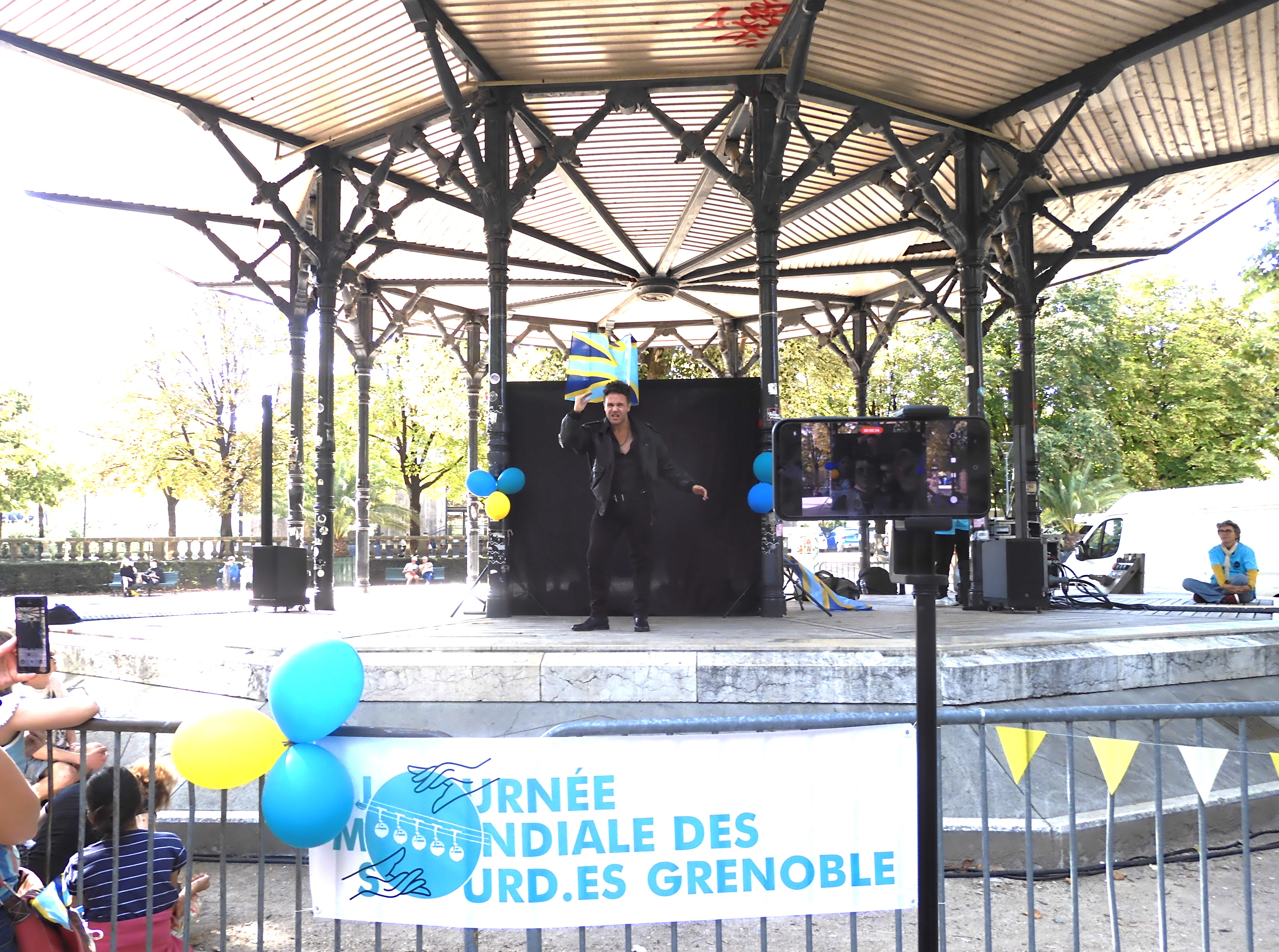
Spectacle de chansigne en langue des signes française (LSF) à l'occasion de la Journée mondiale des sourds, à Grenoble en 2024.

La culture sourde est la culture, c'est-à-dire l'ensemble des représentations sociales, valeurs, savoirs, pratiques, normes sociales, comportements et appareils partagés, que les Sourds se transmettent de génération en génération par l'apprentissage, qui leur permettent de vivre ensemble et s'entraider dans une société très majoritairement entendante, et qui sont propres à leur groupe social, constitué par différentes communautés de Sourds, c'est-à-dire l'ensemble des personnes atteintes de surdité ou de déficience auditive ainsi que leurs proches qui communiquent avec eux en utilisant une langue des signes et partagent un même référentiel culturel, de mêmes lieux associatifs, de mêmes coutumes.
Dans le contexte de la culture sourde, le mot Sourd est souvent écrit avec un S majuscule pour désigner les membres de ces communautés ; il est au contraire écrit avec un s minuscule pour désigner des personnes atteintes de déficience auditive, sans indication sur leur culture.
Le linguiste sourd Carl Croneberg a été un des premiers chercheurs à étudier et comparer les cultures sourdes et entendantes, dans ses annexes C et D du Dictionary of American Sign Language de 1965.

## Représentations de la déficience auditive et de la culture sourde
Il existe différents points de vue sur les déficiences auditives et la culture sourde qui conditionnent la place des personnes sourdes dans la société.
Les sourds intégrés dans une communauté communiquant en langue des signes ne se considèrent pas comme malades ou handicapés, mais comme une minorité ethnolinguistique, à la fois linguistique et culturelle.
Au contraire, la majorité des gens, par méconnaissance des spécificités de cette culture et des langues des signes, réduisent les Sourds à des personnes souffrant d'un handicap audiologique et social.

### Entendants et Sourds
La majorité des entendants définissent les sourds en fonction de leur seule condition audiologique en ignorant presque tout de leur culture. Ils ont souvent une perception erronée de la culture sourde, qui les amène à juger les personnes sourdes, avec une forme de pitié condescendante et paternaliste, comme socialement irresponsables, immatures ou déviantes, et ne comprennent pas qu'elles puissent refuser d'être médicalement appareillées.
Au contraire, les Sourds, c'est-à-dire les personnes intégrées dans une communauté sourde communiquant en langue des signes, distinguent les individus en fonction de leur mode de communication : ceux qui communiquent à l'aide d'une langue des signes d'une part, et les autres. De ce point de vue, il s'agit d'une différence culturelle et non physiologique : en effet, un entendant peut être désigné comme Sourd s'il est CODA (issu de parents sourds), a appris la langue des signes en tant que langue maternelle et a souvent vécu dans un environnement social de culture sourde ; au contraire, certains malentendants équipés de prothèses auditives et ayant eu une rééducation orthophonique oraliste peuvent ne pas être considérés comme Sourds s'ils n'ont pas intégré la culture sourde mais participé davantage à la culture entendante, s'ils n'ont pas ou peu appris la langue des signes et vécu presque exclusivement avec des entendants plutôt qu'avec des Sourds.

### Point de vue médical: une maladie à traiter

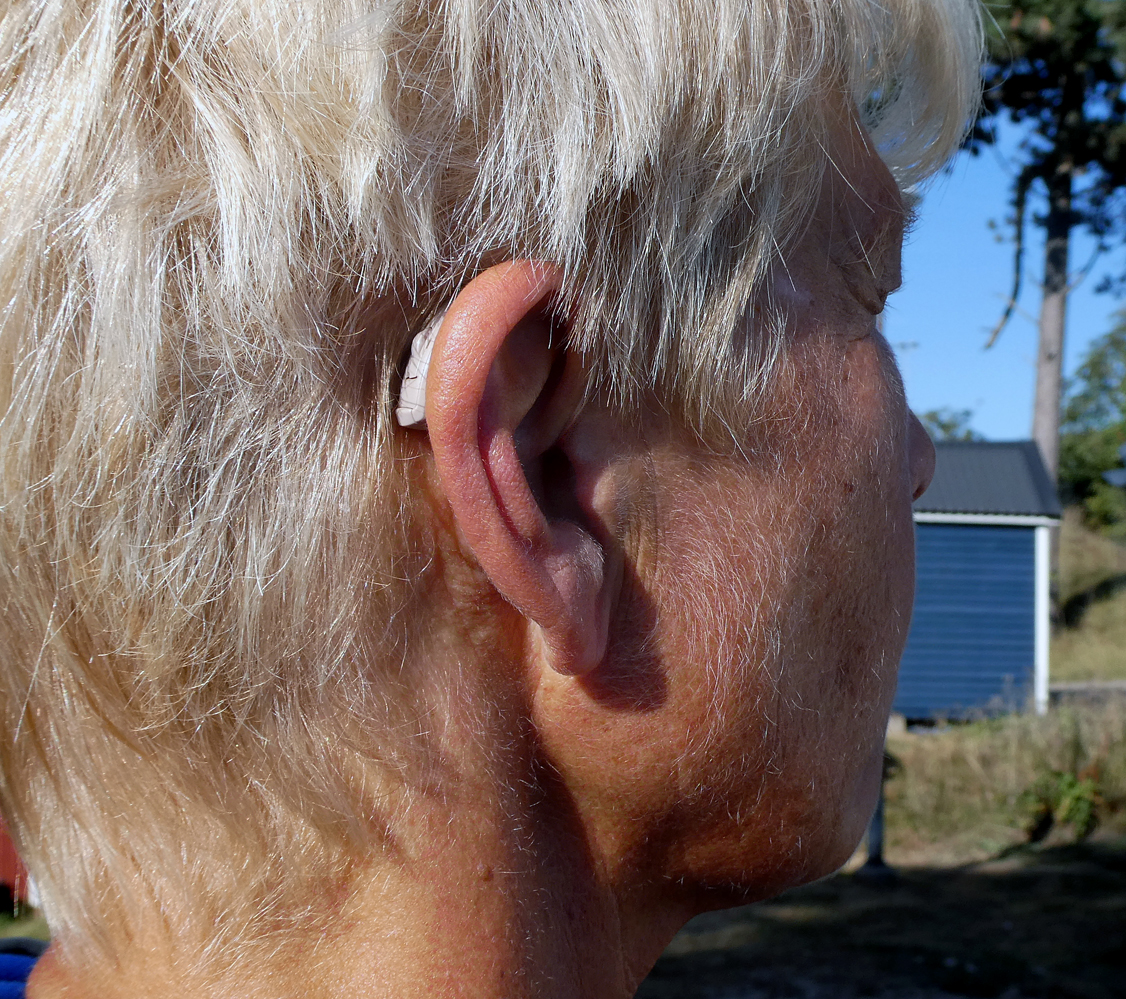
Une audioprothèse moderne : derrière l'oreille, seul le tube qui relie l'embout à l'appareil auditif est à peine visible.

Du point de vue de la majorité des entendants et d'un point de vue médical, la déficience auditive est considérée comme une maladie. Ce point de vue se concentre uniquement sur ce qui manque aux sourds par rapport aux entendants, c'est-à-dire la capacité à entendre, en négligeant la richesse communautaire de la culture sourde.
À partir de cette prémisse, il est présupposé que les conséquences de cette maladie sont forcément négatives, et la vie des personnes sourdes est décrite comme presque inévitablement condamnée à l'isolement, la dépression, un faible niveau d'éducation et un faible taux d'emploi, qui sont des tendances observables dans les populations sourdes par rapport aux populations entendantes,. Selon ce point de vue très répandu, quand les parents apprennent que leur enfant est sourd, ils doivent bénéficier d'une aide médico-psychologique pour qu'ils puissent surmonter les difficultés qu'ils rencontreront avec leur enfant handicapé et à faire un travail de deuil de la vie normale qu'ils ne peuvent avoir ni pour leur enfant ni pour eux.
En conséquence, les enfants sourds sont souvent encouragés à utiliser une audioprothèse pouvant nécessiter une opération chirurgicale si elle est médicalement possible, et à suivre une rééducation orthophonique aussi intensive que possible.
Ce point de vue a incité, surtout avant le XXIe siècle, à décourager l’utilisation des langues des signes, accusées de nuire au développement de la communication orale par la parole, et des capacités auditives, cognitives et sociales en général.

### Point de vue social: un handicap à compenser
Du point de vue des sourds et d'un point de vue social, les personnes sourdes ont le droit de participer à la société, de la même manière que tout autre individu, telles qu'elles existent, en étant libre de choisir une prothèse auditive ou pas. Ce point de vue réfute l’idée selon laquelle les personnes sourdes ou malentendantes seraient malades et auraient systématiquement besoin d’un traitement médical.
Ce point de vue social encourage souvent à apporter des aménagements à la société, en faveur des personnes sourdes, afin qu’elles puissent y participer pleinement, de la même manière que pour d'autres formes de handicap qui bénéficient de compensations. Ces aménagements incluent le recours à des interprètes, des services de relais vidéo ou à des systèmes de sous-titrage adaptés.
Certains estiment que cette vision sociale ne reconnaît pas les qualités uniques des personnes sourdes et de la culture sourde. Ils croient que cette perspective demande aux personnes sourdes de s’intégrer malgré leur handicap et de trouver leur propre chemin dans une société à prédominance entendante, au lieu de reconnaître leurs propres cultures et capacités.

### Point de vue ethnolinguistique: une expérience communautaire différente

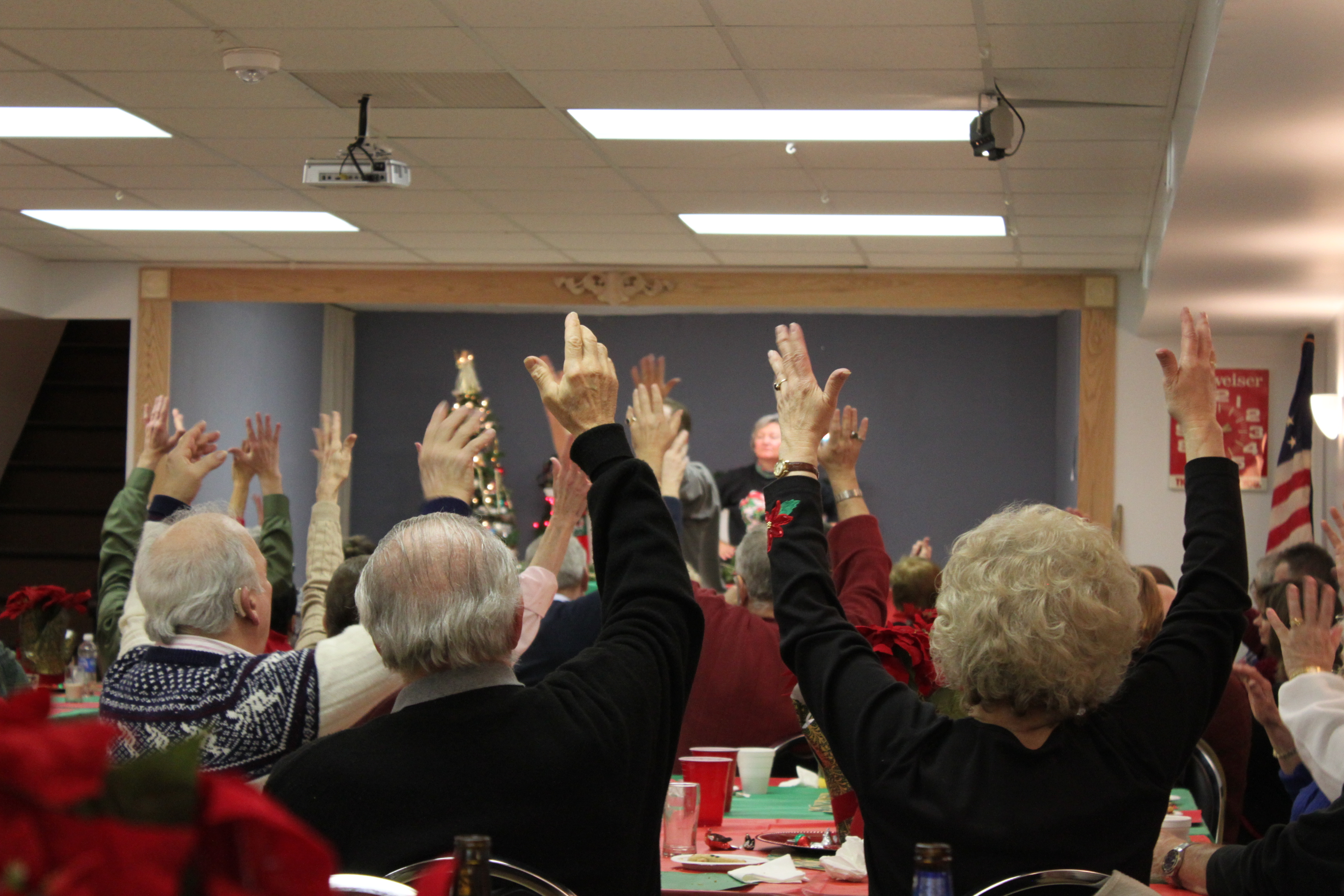
Des Sourds applaudissent visuellement en levant les mains, lors d'une réunion de l'Association des Sourds de Pittsburgh.

Les Sourds, c'est-à-dire les membres de la communauté sourde, considèrent fréquemment la surdité comme une expérience humaine différente plutôt que comme un handicap ou une maladie,,,. De nombreux Sourds sont fiers de leur identité sourde,.
Selon cette perspective ethnolinguistique, à la fois culturelle et linguistique, les personnes sourdes doivent être reconnues comme une minorité culturelle, ayant sa propre langue et ses propres normes sociales. Ce point de vue promeut le droit des personnes sourdes à un espace collectif au sein de la société, pour qu'elles puissent transmettre leur langue et leur culture aux générations suivantes,.
Il a été démontré que le fait d’être impliqué dans la communauté Sourde et de s’identifier culturellement comme Sourd contribue de manière significative à une estime de soi positive chez les personnes sourdes. La communauté peut offrir un soutien, une interaction sociale facile et un « refuge contre les frustrations écrasantes du monde des entendants ».
À l'inverse, les personnes sourdes qui ne font pas partie de la communauté des Sourds peuvent ne pas bénéficier du même soutien dans le monde des entendants, ce qui entraîne une baisse de l'estime de soi. Les stéréotypes, le manque de connaissances et les attitudes négatives à l’égard de la surdité entraînent une discrimination généralisée. Cette exclusion participe au fait que le niveau d’éducation et le statut économique des personnes sourdes sont en moyenne nettement inférieurs à ceux des entendants, notamment en raison du manque de formation des enseignants spécialisés pour sourds et d'un défaut de sensibilisation des employeurs sur l’inclusion et l’accessibilité.

## Caractéristiques de la culture sourde

### Identité linguistique: les langues des signes

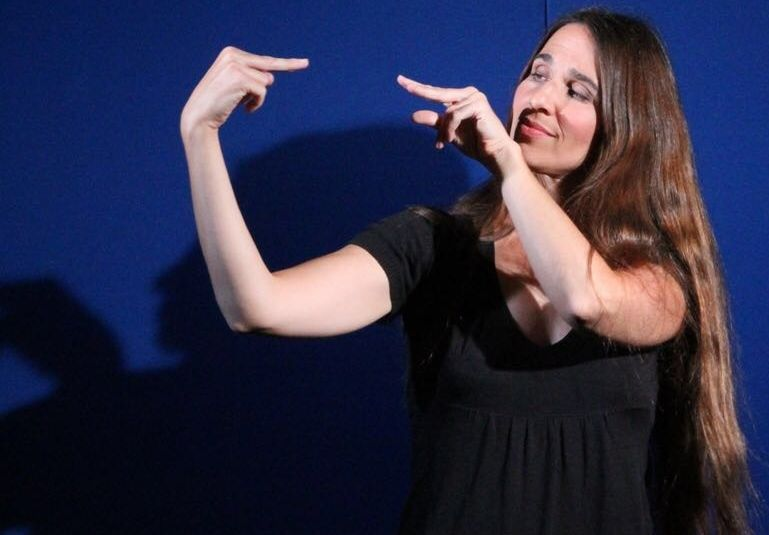
L'interprète Lee Dan en train de traduire un discours en langue des signes israélienne lors d'une cérémonie sur la place Rabin à Tel Aviv-Jaffa

Les membres des cultures sourdes communiquent via une langue des signes. Les langues des signes transmettent le sens par la communication manuelle et le langage corporel plutôt que par des schémas sonores transmis acoustiquement. Cette forme de communication utilise des combinaisons simultanées de signes des mains, d'une orientation et d'un mouvement des mains, des bras et du corps, et des expressions faciales pour exprimer toutes les nuances de la pensée d’un locuteur. L'Institut national de la surdité et des autres troubles de la communication des États-Unis explique que les langues des signes « sont basées sur l'idée que la vision est l'outil le plus utile dont dispose une personne sourde pour communiquer et recevoir des informations ».
Comme l'ont établi plusieurs recherches dans les années 1960, notamment à partir de celles du linguiste William Stokoe, les langues des signes utilisées par les Sourds sont des langues à part entière, utilisant une double articulation et possédant des structures sémantiques et syntaxiques qui leur sont propres et permettent des nuances d'expression différentes des langues parlées : elles ont leur propre humour, poésie, registre familier, etc. De plus, les signes, comme les mots, possèdent de multiples sens dérivés ou métaphoriques.
Il existe plus de 200 langues des signes distinctes dans le monde selon la base de données Ethnologue : 114 y sont répertoriées en tant que langues et 157 autres comme systèmes et dialectes. Bien que le Royaume-Uni et les États-Unis soient tous deux majoritairement anglophones, les langues des signes prédominantes utilisées dans ces pays sont très différentes ; en effet, la langue des signes britannique (BSL) a commencé à se développer quelques années avant la langue des signes française (LSF), tandis que la langue des signes américaine (ASL) est dérivée de la LSF (voir la section sur les précurseurs de l'éducation des sourds).
Dans la culture sourde, le terme « sumain » désigne les personnes qui communiquent entre elles en utilisant leurs mains,. Marla Berkowitz, interprète pour sourds, le décrit comme « un mot inventé à partir de deux langues : Su – vos ; main – vos mains ».
L'utilisation de la langue des signes est au cœur de l'identité culturelle des sourds. L'éducation des enfants sourds par des méthodes oralistes est souvent perçue comme une menace pour la perpétuation de la culture et l'identité sociale sourdes. Certains membres des communautés sourdes peuvent également s'opposer à des innovations technologiques comme les implants cochléaires pour la même raison.
Les personnes sourdes, au sens d’une communauté ou d’une culture, peuvent être considérées comme une minorité linguistique, et par conséquent certains membres de cette communauté peuvent se sentir incompris par ceux qui ne connaissent pas la langue des signes. Un autre problème auquel la communauté sourde est souvent confrontée est que les personnels des établissements scolaires et éducatifs sont toujours en majorité des personnes entendantes, à l'exception de quelques institutions dans le monde, comme l'Université Gallaudet et d'autres écoles américaines pour sourds depuis le mouvement Deaf President Now de 1988. De plus, les membres entendants de la famille peuvent avoir besoin d’apprendre la langue des signes pour que la personne sourde se sente incluse et soutenue, et très peu d'États, comme la Suède et la Finlande, proposent systématiquement un congé parental et des formations en langue des signes aux parents dès le diagnostic de la surdité de leur enfant.

### Identité sociologique: marginalisation et solidarité communautaire

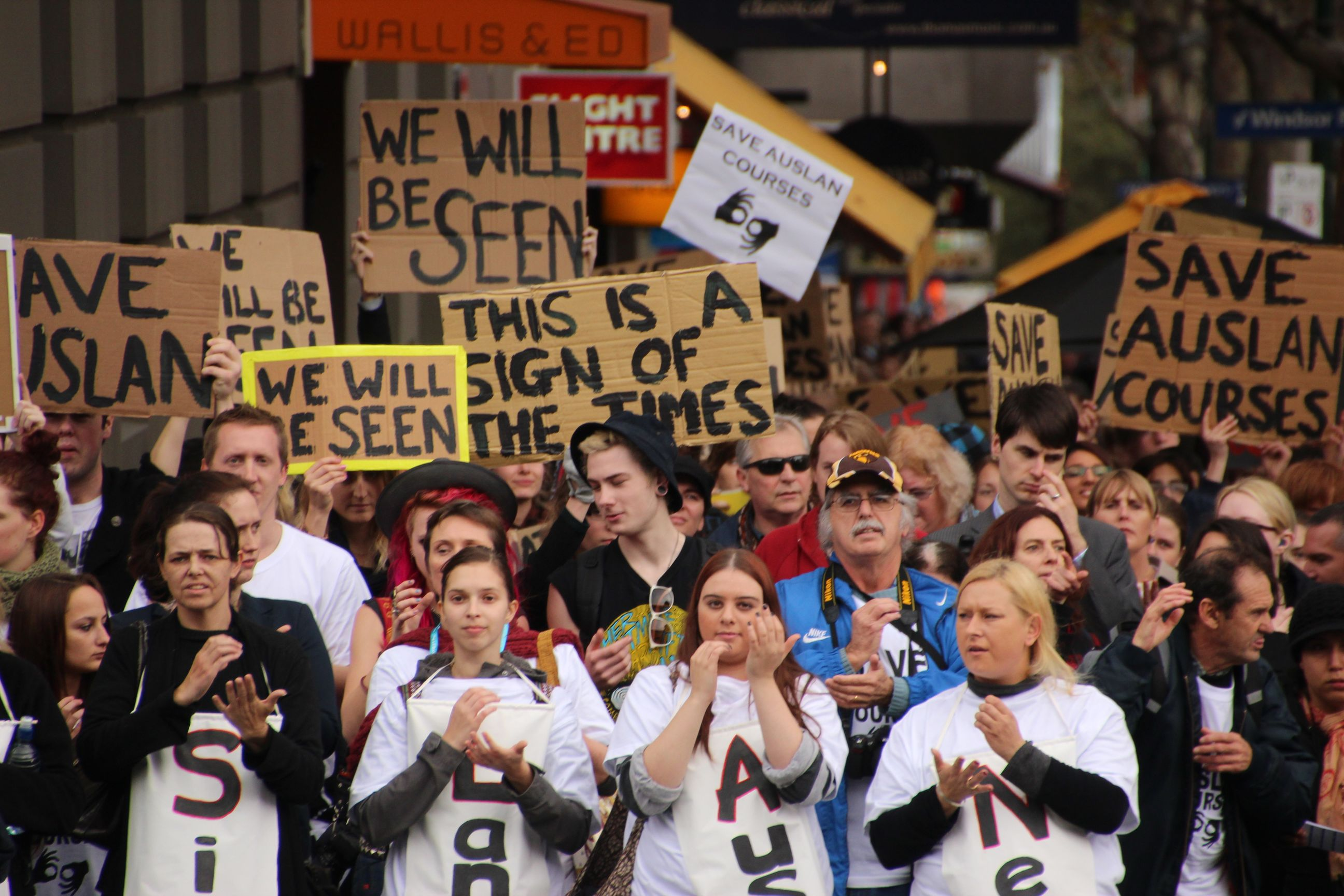
Manifestation de Sourds dans l'État de Victoria en Australie en 2012 contre la fermeture du seul cours diplômant en langue des signes, à la suite de la réduction du budget alloué à l'enseignement professionnel.

Au-delà de cet aspect purement linguistique, les recherches ont également mis en évidence la dimension sociologique de la culture sourde, qui est un élément fondamental de sa spécificité. En effet, les sourds, en raison de leurs difficultés à communiquer avec les entendants, ont tendance à être exclus de la société des entendants ; c'est pourquoi les sourds tendent à communiquer avec un groupe restreint à ceux qui peuvent communiquer avec eux de manière plus fluide en utilisant une langue des signes. La marginalisation de ce groupe minoritaire provoque le développement d'une culture alternative qui diverge de la culture entendante : cette différence culturelle est proportionnelle à la marginalisation des sourds.
Il convient de distinguer culture et communauté sourdes : le rôle de la culture est de fournir aux membres de la communauté des solutions, éprouvées par des expériences collectives partagées, pour une vie efficace au sein d'un monde composé majoritairement de personnes qui ne partagent que peu ou pas d'expérience avec la communauté sourde. Au-delà des aspects les plus visibles de la culture tels que l'expression linguistique et artistique, ces solutions reposent également sur des éléments plus profonds tels que les valeurs, les attentes et les normes comportementales.
Sur cette altérité culturelle s'est fondée une culture qui se transmet à travers l’utilisation de langues des signes ayant leurs propres conventions grammaticales, comme la LSF, plutôt que des adaptations en signes des langues orales. Cette culture a tous les traits d'une culture au sens traditionnel à l'exception du fait que les parents, entendants dans l'immense majorité des cas, ne prennent pas systématiquement part à cette transmission. De plus, contrairement à d’autres cultures, une personne sourde peut rejoindre la communauté tardivement dans sa vie, sans avoir besoin d’en faire partie dès la naissance.
La communauté peut inclure des membres entendants de la famille de personnes sourdes et des interprètes en langue des signes qui s’identifient à la culture sourde. Inversement, elle n’inclut pas automatiquement toutes les personnes sourdes ou malentendantes. Comme l'écrit Anna Mindess, éducatrice et interprète en langue des signes américaine, « ce n'est pas le degré de perte auditive qui définit un membre de la communauté des sourds, mais le sens de l'identité de l'individu et les actions qui en résultent ». Comme pour tous les groupes sociaux auxquels une personne choisit d'appartenir, une personne est membre de la communauté des Sourds si elle s'identifie comme membre de la communauté et si la communauté l'accepte comme membre de la communauté.
Les Sourds utilisent l'expression anglaise « Deaf Gain » pour mettre en valeur les avantages d'être Sourd (en raison des bénéfices d'une communauté solidaire, d'un point de vue social, mais aussi artistique, sportif, éducatif) et relativiser ainsi les inconvénients ou pertes perçus depuis l'extérieur de leur communauté. Selon la scientifique sourde Michele Cooke (en), ce terme inclut également ce que les Sourds apportent à l'ensemble de la société. La surdité n'est pas perçue comme une déficience ou un handicap dans les communautés sourdes, et n’est donc généralement pas considérée comme une maladie qui doit être soignée. Au contraire, les Sourds bien intégrés dans leur communauté sont fiers de leur identité sourde et ne souhaitent pas forcément changer de statut audiologique quand la médecine le leur propose.
Les communautés sourdes militent et s'organisent en associations contre les discriminations subies par les sourds.
Elles valorisent la solidarité collective plutôt que l'individualisme.

### Reconnaissance légale
La culture sourde est reconnue par l'article 30, paragraphe 4 de la Convention relative aux droits des personnes handicapées, adoptée par les Nations unies en 2006, et qui stipule que « Les personnes handicapées ont droit, sur la base de l'égalité avec les autres, à la reconnaissance et au soutien de leur identité culturelle et linguistique spécifique, y compris les langues des signes et la culture des sourds ».
La culture sourde est également reconnue dans la déclaration présentée lors de la 21ème Conférence internationale sur l'éducation des sourds en 2010 à Vancouver, où plus de 60 pays sont convenus que « Malgré cette « mentalité du handicap », les citoyens sourds contribuent positivement aux sociétés qui valorisent la diversité et la créativité. Ils enrichissent leurs nations dans les domaines de l'éducation, de l'activité économique, de la politique, des arts et de la littérature. Pour les personnes sourdes, c'est un droit inaliénable d'être reconnues comme une minorité linguistique et culturelle faisant partie intégrante de toute société »,.

### Acculturation

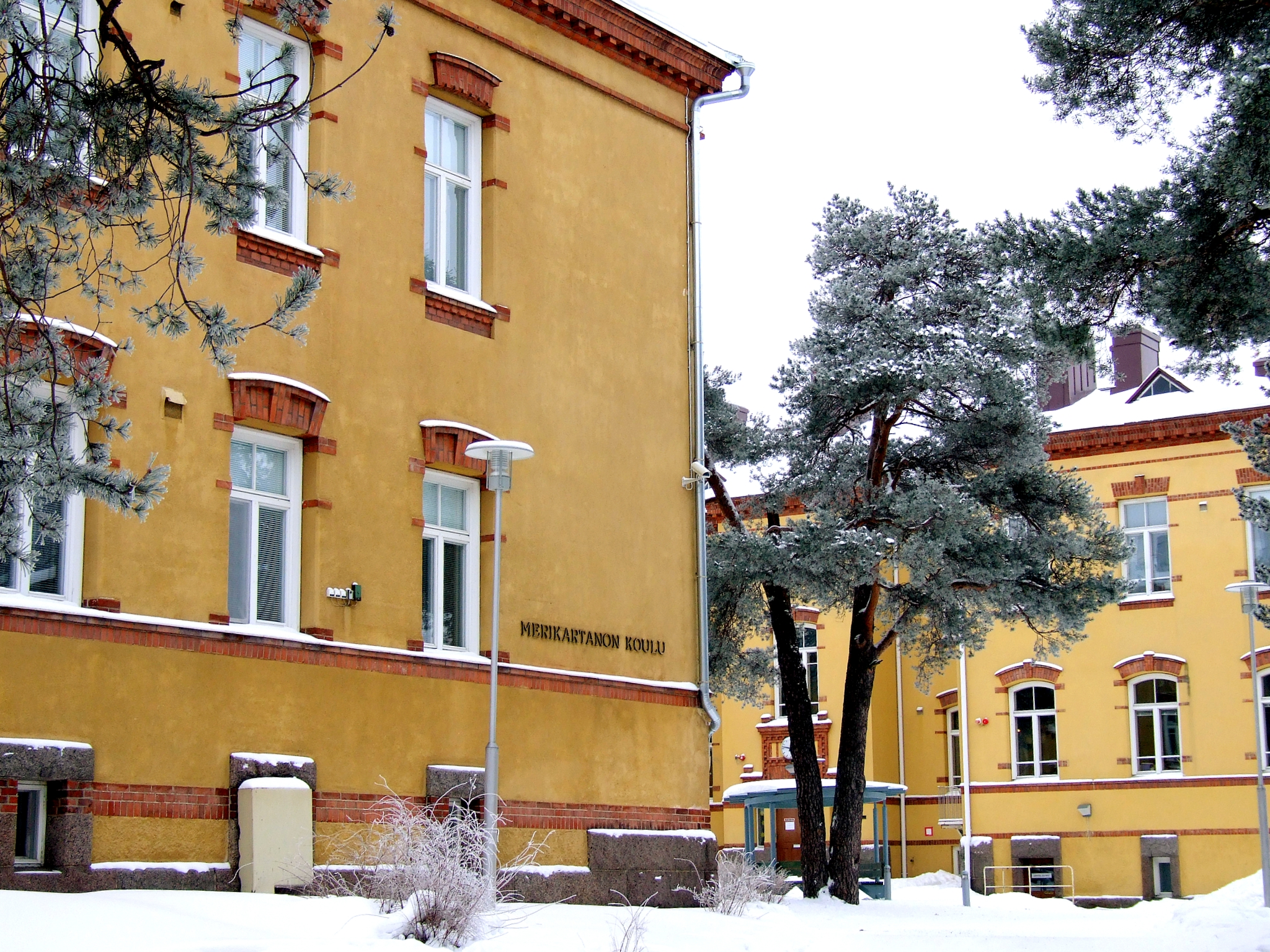
Ecole Merikartano pour élèves sourds à Oulu, Finlande (février 2006)

Historiquement, l'acculturation s’est souvent produite dans les écoles pour étudiants sourds et dans les clubs sociaux pour sourds, où se rassemblent les personnes sourdes dans des communautés auxquelles elles peuvent s’identifier. On peut devenir sourd culturellement à des moments différents, selon les personnes, en fonction des circonstances de la vie. Une minorité de personnes sourdes acquièrent la langue des signes et la culture sourde dès leur plus jeune âge auprès de parents sourds, d’autres l’acquièrent en fréquentant l’école, et d’autres encore peuvent ne pas être exposées à la langue des signes et à la culture sourde avant l’université ou après.
Comme moins de 10 % des personnes sourdes ont au moins un parent sourd,, les communautés sourdes sont restreintes et inhabituelles au sein des autres groupes culturels, dans la mesure où la plupart de leurs membres n'acquièrent pas leur identité culturelle de leurs parents.

### Diversité et intersectionnalité

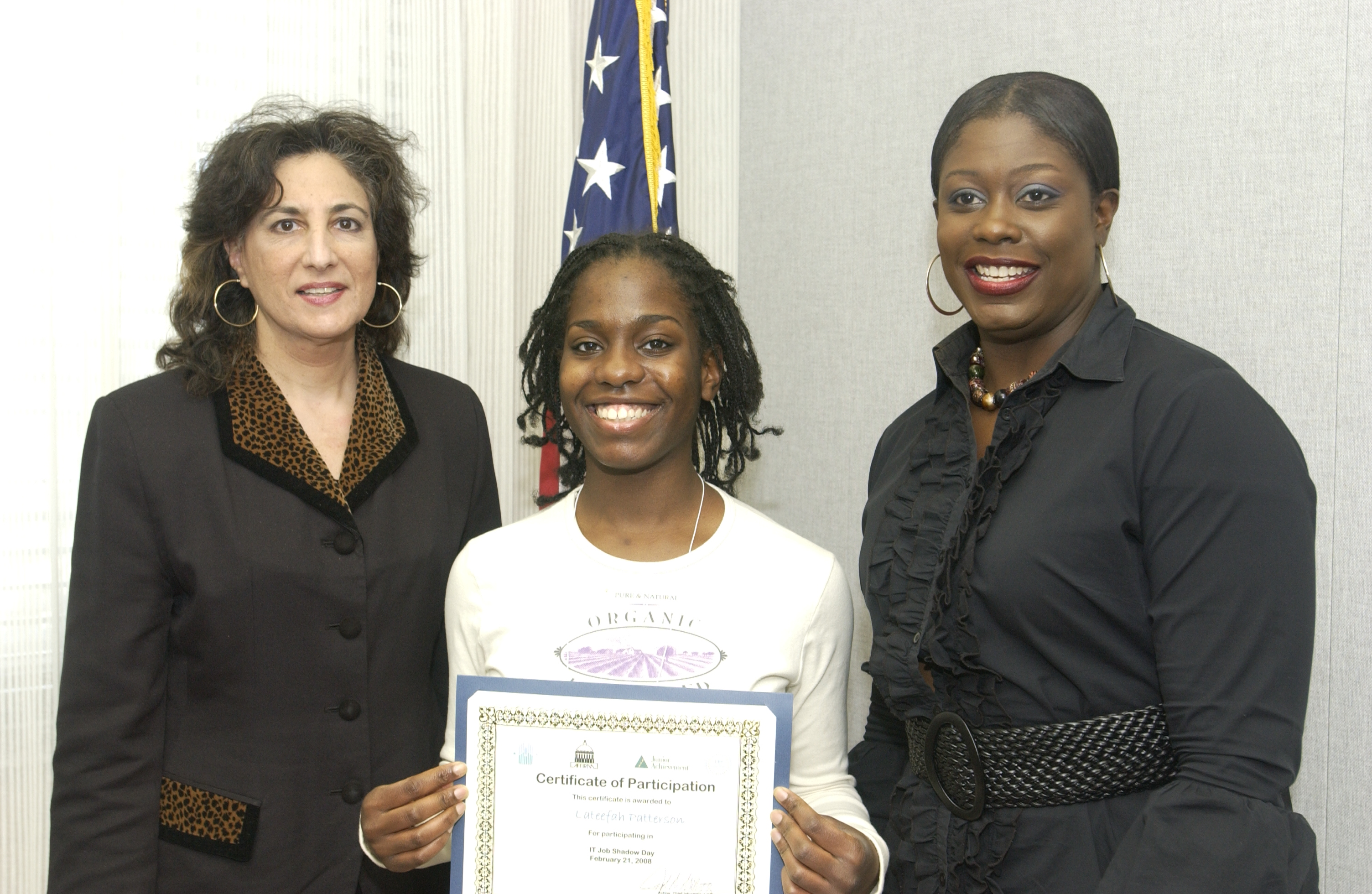
Job Shadow Day 2008, journée d'observation des étudiants de l'école secondaire pour sourds de l'université Gallaudet, présentée comme modèle dans le domaine des technologies de l'information.

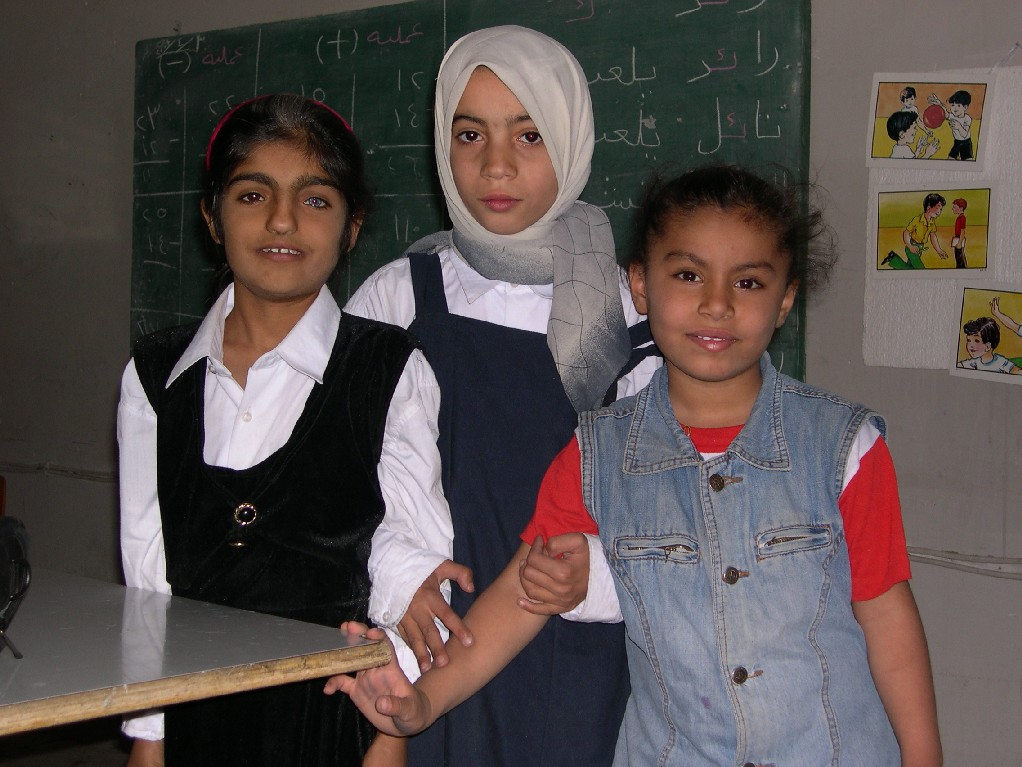
Des élèves dans une école pour élèves sourds à Bagdad, en Irak (avril 2004)

Anna Mindess, éducatrice et interprète en ASL, remarque qu'il n'existe pas « une seule culture sourde homogène ». Il existe de nombreuses communautés sourdes distinctes dans le monde, qui communiquent en utilisant différentes langues des signes et présentent des normes culturelles différentes.
L’identité sourde recoupe également d’autres types d’identité culturelle. La culture sourde recoupe la nationalité, l’éducation, l’ethnicité, le genre, la classe sociale, l’orientation sexuelle et d’autres marqueurs d’identité, donnant naissance à une culture à la fois assez restreinte et extrêmement diversifiée. Certaines personnes s’identifient principalement à leur identité sourde plutôt qu’à leur appartenance à d’autres groupes culturels croisés, mais cela varie fortement : le professeur Anthony J. Aramburo a constaté dans une étude de 1989 sur les aspects sociolinguistiques de la communauté des sourds noirs que « 87 % des sourds noirs interrogés s'identifiaient en premier lieu à leur culture noire »,.
Les jeunes sourds qui appartiennent à plusieurs groupes minoritaires sont exceptionnellement exposés aux difficultés. Les personnes noires sourdes peuvent être victimes de discrimination aussi bien de la part des personnes entendantes de la communauté afro-américaine que des personnes blanches sourdes. Même dans les cas où le racisme génère des préjugés et comportements moins négatifs que l’audisme, le cumul des préjugés contre les racisés et les sourds (et d’autres identités, de genre par exemple) peut aggraver les difficultés et accroître les obstacles à la réussite et au bien-être. Il est donc essentiel de reconnaître l’intersectionnalité des étudiants sourds qui sont également racisés, de sexe féminin et/ou LGBT, car cela influe de manière importante sur leur réussite scolaire.
Dans son ouvrage de référence sur la surdité, l'universitaire anglais Pady Ladd souligne souvent un fort sentiment collectif au sein de la communauté sourde, mais souligne également à juste titre que d'autres formes de marginalisation existent également au sein de cette communauté, par exemple à l'égard des personnes sourdes d'autres pays. On constate également une discrimination raciale : les écoles pour sourds aux États-Unis n’ont pas admis d’élèves considérés comme noirs pendant longtemps. Les exemples cités par Ladd soulignent également les tendances à la discrimination fondée sur le genre. Il précise également que ses analyses se concentrent fortement sur les États-Unis et le Royaume-Uni, et que la situation et l’autodéfinition des personnes sourdes (ou Sourdes) dans d’autres pays peuvent différer considérablement. Cependant, comme d’autres auteurs, il suppose l’existence d’un noyau commun à la culture sourde qui découle des expériences communes vécues par l'immense majorité des sourds. Les recherches menées en Tanzanie au début du XXIe siècle ont abouti à des conclusions contradictoires sur la caractérisation de l'identité des sourds tanzaniens, soulignant également l'existence d'identités intersectorielles,.

### Normes sociales et comportementales
Les personnes culturellement Sourdes ont des normes sociales spécifiques pour attirer l’attention, passer entre des personnes qui sont en train de communiquer en langue des signes, prendre congé et faire preuve de politesse en général. Parmi ces normes, une des plus connues par les entendants est l'applaudissement visuel, non pas en frappant les mains l'une contre l'autre mais en les agitant au-dessus de la tête.
Les Sourds se tiennent également mutuellement informés de ce qui se passe dans leur environnement. Il est courant de fournir des informations détaillées lorsque l'on part tôt ou que l'on arrive tard ; ne pas divulguer ces informations peut être considéré comme impoli.
Les sourds peuvent exprimer leurs pensées et leurs émotions plus directement, avec moins de filtre que leurs homologues entendants.
Lors d'une première rencontre, les Sourds essaient généralement de trouver un terrain d'entente : en effet, comme la communauté sourde est relativement limitée, ils connaissent généralement d'autres personnes Sourdes en commun.
Les sourds peuvent également considérer le temps différemment. Il est courant d’arriver tôt à des événements de grande envergure, comme des conférences. Cela peut être motivé par la nécessité d’obtenir un siège offrant une bonne vue d'ensemble.

### Technologies

#### Télécommunications

Une icône de service de relais vidéo (SRV) utilisée dans les endroits proposant ce service.

Comme tout le monde, les personnes sourdes dépendent grandement de la technologie pour communiquer. Les services de relais vidéo (SRV) et les appareils de télécommunication pour sourds (ATS) tels que le mode TTY des téléphones mobiles (en lien ou non avec un téléscripteur, pour convertir les sons en texte, et réciproquement), sont souvent utilisés par les personnes sourdes, afin d'établir des communications téléphoniques avec des entreprises ou des proches qui ne communiquent pas en langue des signes.
La technologie est également importante dans les situations sociales en face à face. Par exemple, lorsque des personnes sourdes rencontrent une personne entendante qui ne connaît pas la langue des signes, elles communiquent souvent par texte, en utilisant par exemple une application de prise de notes sur leur téléphone portable. Ainsi, la technologie compense l'impossibilité de communication orale et permet aux sourds d'échanger avec différentes cultures.
Les réseaux sociaux ont tendance à avoir une grande importance pour les personnes sourdes. Ces sites permettent aux personnes sourdes de se retrouver et de rester en contact. De nombreuses personnes sourdes ont des amis sourds dans d'autres régions, qu’elles ont rencontrés ou avec lesquels elles entretiennent des contacts via des communautés en ligne. En raison de la taille relativement petite de la communauté sourde, comparée à d’autres communautés, la stigmatisation liée aux rencontres en ligne n’existe pas.
Le sous-titrage pour sourds et malentendants doit être disponible sur un téléviseur pour qu'une personne sourde puisse apprécier pleinement la partie audio de l'émission. Des conflits surviennent lorsque des établissements tels que des restaurants, des compagnies aériennes ou des centres de fitness ne parviennent pas à accueillir les personnes sourdes en activant le sous-titrage. Dans certains pays, les cinémas sont de plus en plus enclins à fournir un accès visuel aux films en avant-première grâce à des appareils autonomes, des lunettes et une technologie de sous-titrage ouvert qui permettent aux personnes sourdes d'assister aux films dès leur sortie.
Le manque de compréhension de l’accessibilité technologique pour les sourds provoque des conflits et des injustices au sein de la communauté sourde. Par exemple, en 2012, un nombre important de personnes sourdes au Royaume-Uni déclaraient ne pas être satisfaites de leur banque en raison de leur forte dépendance aux services bancaires par téléphone et du manque d’assistance aux personnes sourdes et malentendantes.

#### Domotique et architecture
Les systèmes d’alerte tels que les alarmes incendie et les réveils doivent faire appel à différents sens pour qu’une personne sourde remarque l’alerte. Des objets tels que des oreillers vibrants et des lumières clignotantes remplacent souvent les alarmes sonores.
Une architecture propice à la communication signée minimise les obstructions visuelles et peut inclure des éléments tels que des portes coulissantes automatiques pour libérer les mains afin de poursuivre la conversation.

#### Implants cochléaires

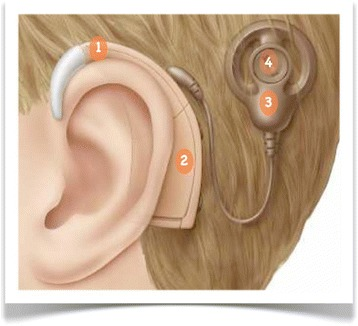
Implant cochléaire : dispositif implanté chirurgicalement utilisé par les personnes sourdes et malentendantes pour expérimenter des représentations sonores

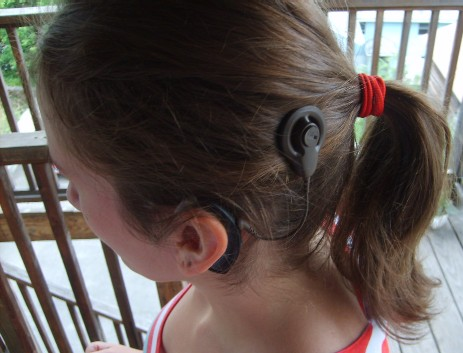
Fillette porteuse d'un implant cochléaire.

Un implant cochléaire ne doit pas être confondu avec une prothèse auditive externe, qui amplifie les sons perçus par une personne malentendante. Quand l'oreille externe ne fonctionne pas du tout, on peut utiliser un implant cochléaire au niveau de l’oreille interne pour stimuler directement les fibres du nerf cochléaire. Pour ce faire, un microphone externe capte les sons extérieurs ; puis un émetteur traite ces sons et les envoie à un récepteur intégré sous la peau du crâne ; le récepteur transforme ces sons en impulsions électriques qui stimulent le nerf auditif ; le nerf traduit ces impulsions en informations audio et les transmet au cerveau,.
Le modèle médical du handicap peut être aligné sur les avancées technologiques telles que les implants cochléaires. En effet, les implants cochléaires peuvent être perçus comme une solution pour « guérir » la surdité ou « réparer » l’audition d’un individu alors que les personnes bien intégrées dans une communauté Sourde peuvent ne pas en éprouver le besoin. Cette idée se retrouve dans de nombreux livres pour enfants, où l'amélioration de la qualité de vie n'est perceptible qu'après l'obtention d'implants cochléaires par les personnages.
Cette idée selon laquelle la surdité est un problème physiologique qui réside uniquement chez l’individu et qui devrait donc être corrigé ou résolu physiologiquement va à l’encontre des enseignements et des croyances de beaucoup de Sourds et de leur culture sourde commune. Souvent, les Sourds pensent que ce sont les enfants qui doivent décider eux-mêmes s’ils veulent un implant cochléaire plutôt que de laisser quelqu’un d’autre, comme leurs parents ou leurs tuteurs, le faire à leur place. Bien qu'éthique, cette idée pose problème puisque le taux de réussite des implants cochléaires est à son maximum lorsqu'ils sont implantés dès la petite enfance, c'est-à-dire lorsque l'enfant n'est pas encore en mesure de prendre lui-même des décisions aussi importantes. Les Sourds qui s'opposent à l’imposition d’implants cochléaires aux enfants soutiennent qu'elle devrait être réduite et que l’hypothèse selon laquelle les implants cochléaires offrent la meilleure qualité de vie aux personnes sourdes devrait être contrecarrée en exposant les enfants dès leur plus jeune âge à la culture et à la communauté sourdes, et de leur enseigner la langue des signes.
Les implants cochléaires ont été controversés au sein de la communauté sourde depuis qu'ils ont été mis à la disposition du public. Ceux qui s'opposent aux implants cochléaires les qualifient même de « génocide culturel », car ils diminuent la prévalence et l'importance de la culture sourde,. Cette opposition peut être motivée par diverses raisons, notamment : être sourd est une richesse, être sourd n'est pas une maladie et ne nécessite pas de guérison, les sourds ne sont pas inférieurs aux entendants, etc. Les implants cochléaires comportent également divers risques, comme le coût, l'efficacité et la nécessité d'une intervention chirurgicale. Les solutions alternatives proposées par les opposants aux implants cochléaires sont centrées sur le modèle social du handicap, où, au lieu de réparer l'audition réelle de l'individu, des réformes et des aménagements peuvent être apportés à la société, à l'éducation et plus encore, pour mieux permettre à l'individu de s'intégrer dans la société comme le ferait n'importe quel autre.
En revanche, ceux qui soutiennent les implants cochléaires ne s’opposent pas nécessairement à la culture sourde. La culture en elle-même n’est pas un concept simple, mais elle implique des niveaux élevés de complexité et d'enjeux de pouvoir ; pour cette raison, la culture ne doit pas être considérée comme limitée à un groupe d’individus homogène. La communauté sourde est en effet composée d’individus sourds très divers, ayant des expériences et des opinions très variés. Cette diversité ne cesse d'évoluer au sein de la culture sourde, au fur et à mesure que la société et les technologies évoluent. Même parmi ceux qui sont fiers de leur identité sourde, de nombreuses personnes sourdes aimeraient savoir à quoi ressemble leur voix et souhaiteraient pouvoir décrocher le téléphone et avoir une conversation facilement sans avoir besoin d'un appareil externe ou d'un interprète. Ainsi, au lieu de considérer les implants cochléaires comme une perte d’identité, de nombreux parents sourds d’enfants sourds voient les implants cochléaires comme un moyen de donner à leurs enfants plus d'opportunités, et en particulier de leur offrir le plaisir de pouvoir entendre. Il a également été prouvé que les implants cochléaires contribuent à offrir des opportunités de réussite et aident les individus à se sentir plus connectés au monde. Bien que la plupart des Sourds admettent que le choix d’utiliser un implant cochléaire est une décision difficile, beaucoup affirment que la résistance aux implants cochléaires a diminué depuis les années 1990, quand les enfants ont commencé à être implantés. En recueillant davantage de preuves sur les avantages et les limites des implants cochléaires, les personnes sourdes et entendantes peuvent être correctement informées sur l’impact des implants cochléaires, et ainsi les attentes tout comme les craintes irrationnelles peuvent être réduites.

## Éducation
Au XXIe siècle, l'éducation des jeunes sourds est prise en charge dans l'enseignement primaire et secondaire du monde entier, mais dans des proportions très variables et globalement faibles, sous différentes modalités de scolarisation, pas toujours automatiquement dès le repérage d'une déficience auditive, et surtout rarement en considération de leur culture sourde. Dans l’enseignement supérieur les adaptations restent encore plus rares.
En 2025, il y a encore environ 80 % des 70 millions de personnes sourdes dans le monde, soit près de 56 millions, qui ne reçoivent aucune éducation. Parmi celles-ci, on trouve une forte proportion de filles et de femmes, de minorités ethniques et d'habitants des pays en développement, ce qui constitue une discrimination qui viole le droit universel à l'éducation.

### Précurseurs

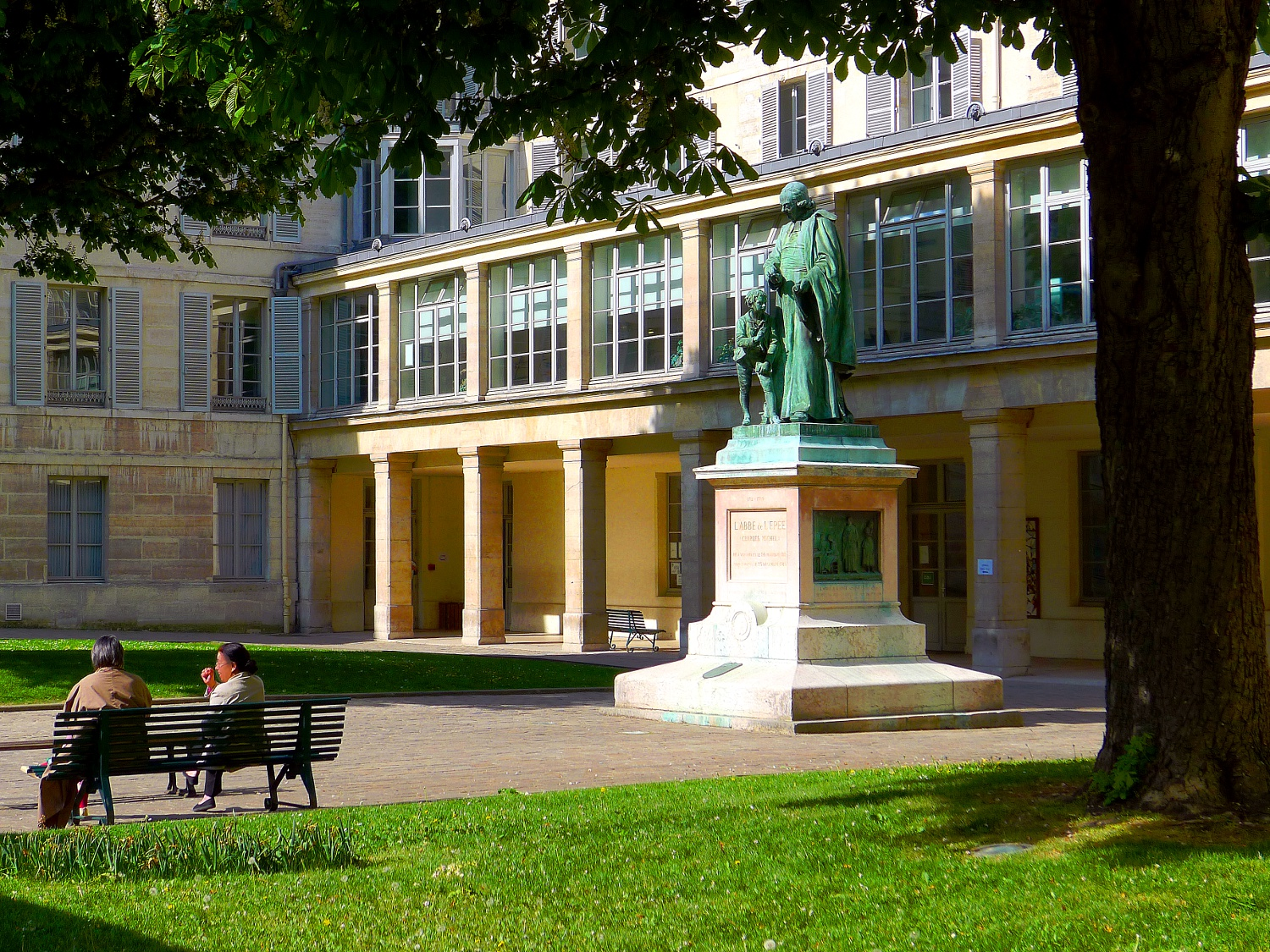
Cour intérieure de l'Institut national des jeunes sourds de Paris (INJS), avec la statue de Charles-Michel de L'Épée.

Jusqu'à la création des premières institutions pour sourds à la fin du XVIIIe siècle, les rares sourds qui bénéficient d'une éducation professionnelle sont ceux, issus de familles plus riches que la moyenne, pris en charge de manière individuelle par un précepteur érudit qui expérimente différentes méthodes de communication et d'apprentissage avec eux. Un des pionniers dans le domaine est le moine espagnol Pedro Ponce de León, auquel on attribue la création au XVIe siècle de la première école privée pour sourds au sein du monastère de San Salvador d'Oña, ainsi que la rédaction d'un manuscrit dont des copies, dont toute trace a été perdue, ont pu servir de référence pour certains de ses successeurs,.
À la fin du XVIIIe siècle, en Écosse, en 1760, Thomas Braidwood (en) fonde la Dumbie House (en) à Édimbourg (qui sera relocalisée à Londres en 1783 sous le nom de Braidwood Academy For The Deaf And Dumb, qui signifie « Académie Braidwood pour les sourds et muets »). En France, à Paris, l'abbé Charles-Michel de L'Épée, après avoir créé en 1772 une petite école rue des Moulins pour développer une nouvelle méthode pédagogique rivale des recherches de Jacob Rodrigue Pereire, grâce à l'aide de Louis XVI, prépare la fondation de l'Institut national des jeunes sourds de Paris (INJS, également connu sous le surnom d'Institut Saint-Jacques), qui est ouvert après sa mort, en 1791. Ces premiers établissements scolaires permettent le développement et la codification méthodique d'une langue des signes nationale, la langue des signes britannique (BSL) au Royaume-Uni et la langue des signes française (LSF) en France.

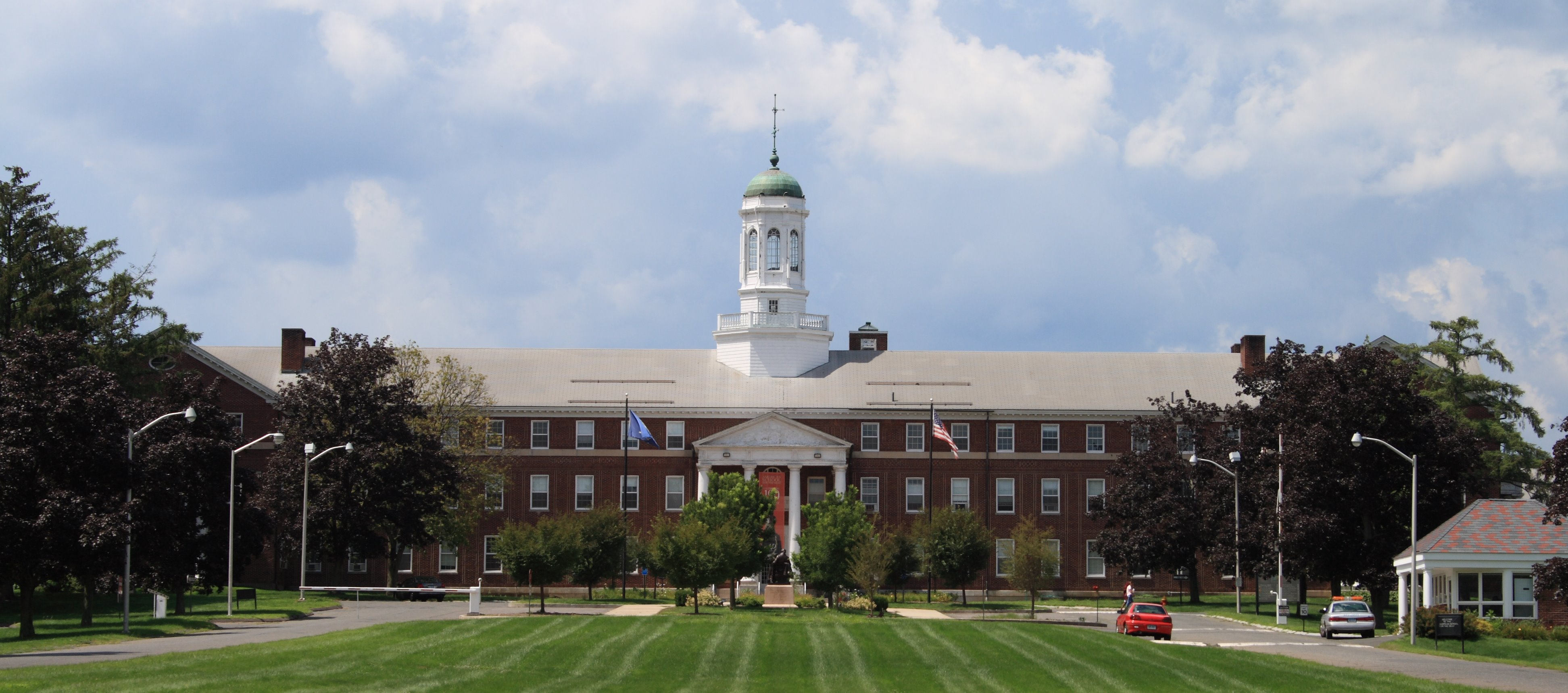
Façade de l'École américaine pour les sourds (American School for the Deaf) fondée à Hartford, dans le Connecticut par Thomas Hopkins Gallaudet.

L'Américain Thomas Hopkins Gallaudet vient observer les méthodes pédagogiques du successeur de L'Épée, l'abbé Sicard, et de deux des professeurs sourds de l'INJS, Laurent Clerc et Jean Massieu ; accompagné de Clerc, il retourne aux États-Unis, où ils fondent en 1817 l'École américaine pour les sourds (American School for the Deaf) à Hartford, dans le Connecticut. La langue des signes américaine (ASL) commence alors à se développer sur la base de la LSF et d'autres influences extérieures.

### Méthodes: exclusion, intégration, inclusion, bilinguisme
Ces enseignements ont d'abord été organisés dans des classes spécifiques réservées aux sourds en utilisant une langue des signes, mais aussi, surtout après que le Congrès de Milan de 1880 a déconseillé l'utilisation de ces langues en Europe, d'autres méthodes oralistes ; la communication totale a été parfois utilisée à partir des années 1960 aux États-Unis. Ensuite, de manière plus fréquente à partir du réveil Sourd à la fin du XXe siècle, les sourds ont été éduqués en intégration individuelle (ou en inclusion, de manière plus adaptée) dans des classes ordinaires avec une quasi totalité d'entendants, en langue orale (avec ou sans l'aide continue ou ponctuelle d'un accompagnant utilisant la langue des signes ou une forme d'aide à la communication comme le langage parlé complété (LPC) ou l’alphabet de kinèmes assistés). Plus récemment, au XXIe siècle, des classes bilingues (en langue des signes et en langue orale) mixtes (composées d'entendants et de sourds) se développent dans certains pays.
Dans un établissement spécialisé où tous les enfants utilisent le même système de communication, les élèves peuvent interagir avec les autres avec spontanéité, normalement, sans avoir à craindre d'être critiqués. Cependant, il a été reproché à de tels établissements de ne pas les préparer ainsi à leur vie d'adulte, ce qui a par exemple motivé la loi handicap de 2005 en France favorisant l'intégration en milieu scolaire ordinaire.
Avec l’intégration ou l'inclusion en milieu scolaire ordinaire, les enfants malentendants peuvent s’exposer à d’autres cultures en interagissant avec des personnes qui ne leur ressemblent pas, ce qui peut les aider ensuite à accéder l'emploi et vivre en autonomie dans une société où leur handicap les place en minorité. Cependant, cela peut augmenter les obstacles à leur développement personnel et à leur participation sociale.
Les classes bilingues tentent de limiter les inconvénients des deux autres systèmes.
Selon ces différents points de vue et selon l'offre éducative à laquelle ils peuvent accéder, les parents d'un enfant sourd peuvent préférer l'inscrire dans un de ces différents types de classes.

### Enseignement supérieur

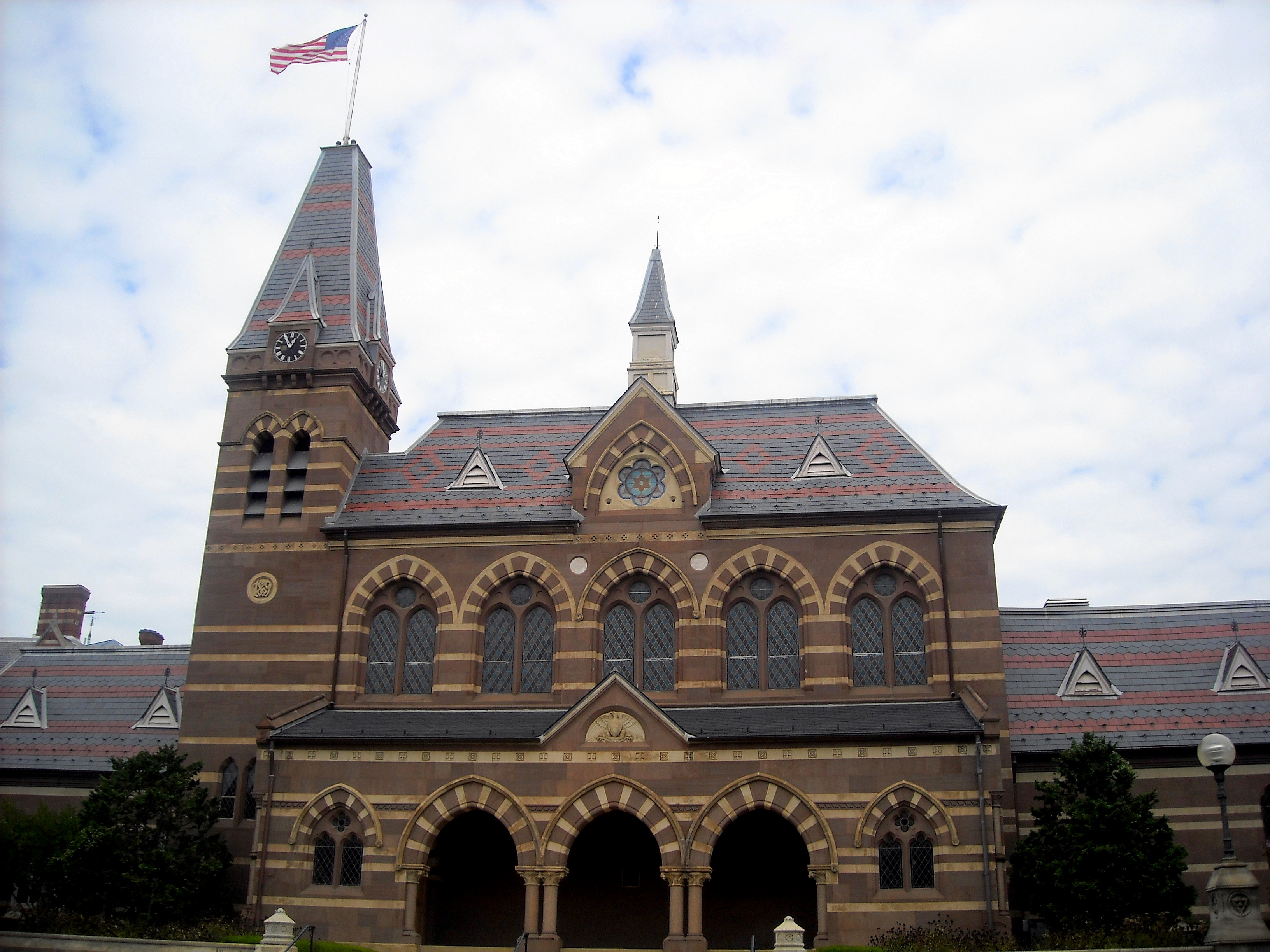
La chapelle de l'université Gallaudet

L'université Gallaudet a été le premier établissement d'enseignement supérieur au monde entièrement destiné aux étudiants sourds. Il accueille une vaste population d'étudiants sourds, tout comme l'université d'État de Californie à Northridge (CSUN) et le National Technical Institute for the Deaf du Rochester Institute of Technology ; ces grandes écoles pour les sourds sont souvent appelées familièrement, aux États-Unis, « The Big Three » (« les trois grandes »).
Les autres établissements supérieurs pour les sourds très connus à travers le monde se trouvent principalement en Europe[réf. nécessaire]. Parmi les plus renommés, on peut citer l'institut national des jeunes sourds de Paris en France, l'École populaire pour les sourds (fi) en Finlande et l'École Ernst-Adolf-Eschke (de) de Berlin en Allemagne,. Toutefois, en France, seulement une dizaine d'étudiants ont soutenu leur thèse en langue des signes jusqu'à présent, en 2025.

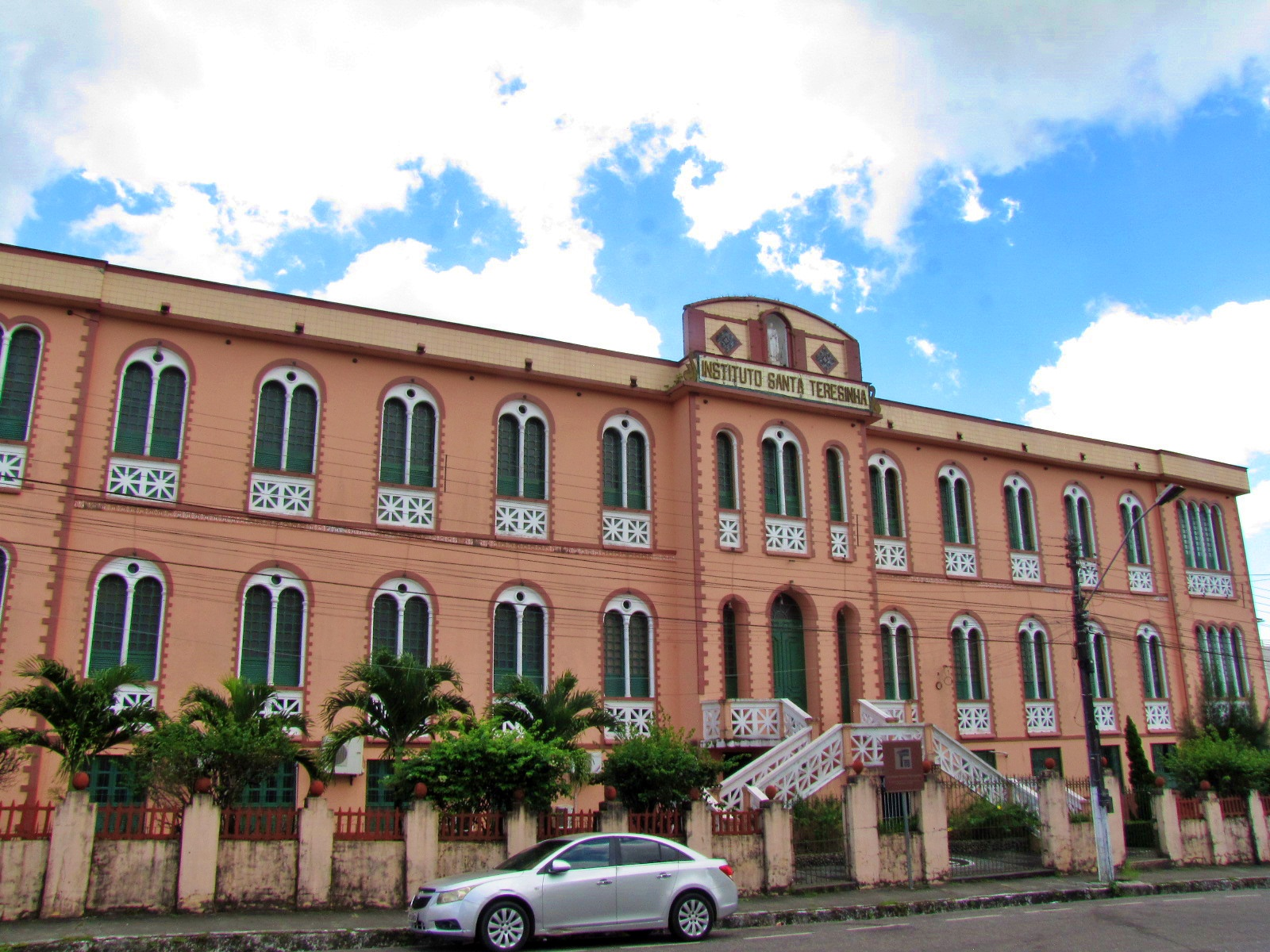
Institut Santa Teresinha de Bragança (Pará), au Brésil.

Il existe également des enseignements supérieurs adaptés aux sourds dans certains pays, sur d'autres continents, notamment grâce à des partenariats avec Gallaudet mais leur nombre est nettement plus faible qu'en dehors de l'Amérique du Nord et de l'Europe, surtout relativement aux populations concernées[réf. nécessaire]. Le Brésil compte plusieurs institutions, dont l'Institut Santa Teresinha de Bragança (Pará) et le Centre d'éducation pour les sourds de Rio Branco (Centro de Educação para Surdos Rio Branco). Les universités chinoises pour les sourds comprennent la Beijing Union University (en), l'Institute of Special Education de Pékin, la Shanghai Technical School for Deaf Youth, l'Université de Zhengzhou (en) ou le Technical College for the Deaf (TUID) de la Tianjin University of Technology (en).

### Éducation par les sourds
Encore plus rarement, la culture sourde s'intègre dans la culture des entendants par des professeurs sourds qui enseignent en langue des signes à des élèves entendants, dans des classes bilingues ou avec l'assistance d'interprètes.
En France, c'est par exemple le cas du docteur en mathématiques et professeur agrégé sourd Roméo Hatchi, qui enseigne les mathématiques à des entendants dans le secondaire et le supérieur, notamment au Lycée Lamartine à Paris, en plus de participer au travail du groupe Sign'Maths (projet collectif de développement d'outils pour l'apprentissage des mathématiques par les élèves sourds utilisant la langue de signes, récipiendaire du prix Jacqueline Ferrand 2022) depuis 2016. C'est aussi le cas d'Aurélien Leyris, qui enseigne l'histoire-géographie et l'EMC à des entendants en classe bilingue, en collège et en lycée à Bron.

### Bibliothèques
Des directives d'organisations de bibliothèques, telles que celles de la Fédération internationale des associations et institutions de bibliothèques (IFLA) et de l'ALA ont été rédigées afin d'aider les bibliothèques à rendre leurs informations plus accessibles aux personnes handicapées et, dans certains cas, spécifiquement à la communauté sourde. Les Lignes directrices de l'IFLA pour les services de bibliothèque aux personnes sourdes ont été publiées pour informer les bibliothèques des services qui devraient être fournis aux usagers sourds. La plupart de ces directives visent à garantir aux usagers sourds un accès égal à tous les services de bibliothèque disponibles. D'autres directives concernent la formation du personnel de la bibliothèque, la disponibilité d'appareils accessibles TTY non seulement pour aider les usagers à répondre à leurs questions de référence mais aussi pour passer des appels extérieurs, l'utilisation de la technologie la plus récente afin de communiquer plus efficacement avec les usagers sourds, y compris des services de sous-titrage pour tous les services de télévision, et le développement d'une collection qui intéresserait les membres de la communauté sourde.

#### Aux États-Unis
La bibliothèque de l'Université Gallaudet, la seule université pour sourds aux États-Unis, a été fondée en 1876. La collection de la bibliothèque est passée d'un petit nombre d'ouvrages de référence à la plus grande collection au monde de documents relatifs aux sourds, avec plus de 234 000 livres et des milliers d'autres documents dans différents formats. La collection est si vaste que la bibliothèque a dû créer un système de classification hybride basé sur le système de classification décimale Dewey afin de faciliter le catalogage et la localisation au sein de la bibliothèque, tant pour le personnel que pour les utilisateurs. La bibliothèque abrite également les archives de l'université, qui contiennent certains des livres et documents les plus anciens au monde relatifs aux sourds,.
L'American Library Association, également fondée en 1876, a déclaré que les personnes handicapées appartiennent à une minorité souvent négligée et sous-représentée par les personnes présentes dans les bibliothèques, et que la communauté sourde appartient à ce groupe minoritaire. Le préambule de la Library Bill of Rights (en) de l'ALA stipule que « toutes les bibliothèques sont des forums d'information et d'idées » et qu'en tant que telles, les bibliothèques doivent supprimer les barrières physiques et technologiques qui permettraient aux personnes handicapées d'accéder pleinement aux ressources disponibles.
Alice Lougee Hagemeyer, elle-même sourde, est une militante américaine de premier plan au sein de la communauté des bibliothèques qui œuvre pour l'accessibilité des personnes sourdes,. En 1974, elle a créé la Semaine de sensibilisation à la surdité, appelée plus tard Semaine du patrimoine des sourds, au cours de laquelle des programmes sur la culture des sourds sont organisés dans les bibliothèques. En 1980, elle a fondé l'unité désormais connue sous le nom de Library Service to People who are Deaf or Hard of Hearing Forum, qui est une unité au sein de l'American Library Association.
La bibliothécaire australienne Karen McQuigg a déclaré en 2003 que « même il y a dix ans, lorsque j'étais impliquée dans un projet visant à déterminer ce que les bibliothèques publiques pouvaient offrir aux sourds, il semblait que l'écart entre les besoins de ce groupe et ce que les bibliothèques publiques pouvaient offrir était trop grand pour que les bibliothèques publiques puissent les servir efficacement ».
Depuis 2006, l'American Library Association et l'Association nationale américaine des sourds célèbrent, entre le 13 mars et le 15 avril, le Mois national de l'histoire des sourds,,.
Au fil des années, les services de bibliothèque ont commencé à évoluer afin de répondre aux besoins et aux désirs des communautés sourdes locales. Par exemple, à la bibliothèque publique du Queens Borough (QBPL) à New York, le personnel a mis en œuvre des idées nouvelles et innovantes afin d’impliquer la communauté et le personnel de la bibliothèque auprès des personnes sourdes de leur communauté. La QBPL a embauché une bibliothécaire sourde, Lori Stambler-Dunsmore, pour former le personnel de la bibliothèque à la culture sourde, pour donner des cours de langue des signes aux membres de la famille et aux personnes qui s'occupent des personnes sourdes, et pour donner des cours d'alphabétisation aux usagers sourds. En travaillant avec la bibliothèque, Stambler-Dunsmore a pu aider la communauté à tendre la main à ses voisins sourds et a aidé d'autres personnes sourdes à devenir plus actives dans leur communauté extérieure.
À Nashville, dans le Tennessee, Sandy Cohen gère les services de bibliothèque pour les sourds et malentendants (Library Services for the Deaf and Hard of Hearing, LSDHH). Le programme a été créé en 1979 en réponse aux problèmes d’accessibilité à l’information pour les sourds de la région de Nashville. À l'origine, le seul service fourni était les nouvelles via un téléscripteur ou TTY, mais aujourd'hui, le programme s'est étendu à l'ensemble de l'État du Tennessee en fournissant tous les différents types d'informations et de matériel sur la surdité, la culture sourde et des informations pour les membres de la famille des personnes sourdes, ainsi qu'une collection historique et de référence.

## Arts et littérature

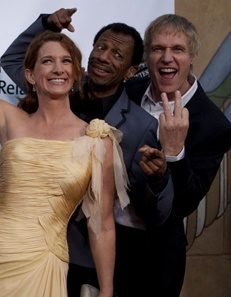
La productrice et réalisatrice avec les acteurs Sourds CJ Jones et Bob Hiltermann.

Il existe une forte tradition de poésie et de narration dans la langue des signes américaine et dans d’autres langues des signes. Parmi les artistes les plus connus aux États-Unis, on peut citer Clayton Valli, Ben Bahan, Ella Mae Lentz, Manny Hernandez, CJ Jones, Debbie Rennie, Patrick Graybill, Peter Cook et bien d'autres. Leurs œuvres sont désormais de plus en plus disponibles en vidéo.
Des personnes culturellement Sourdes publient également des ouvrages édités dans les langues écrites dominantes de leurs pays.
Des artistes sourds tels que Betty G. Miller et Chuck Baird ont produit des œuvres visuelles qui transmettent une vision du monde sourde. Douglas Tilden était un célèbre sculpteur sourd qui a produit de nombreuses sculptures différentes au cours de sa vie. Certains artistes sourds ont participé au mouvement artistique américain appelé De'VIA, qui signifie Deaf View Image Art.
Des organisations telles que le Deaf Professional Arts Network (D-PAN) se consacrent à la promotion du développement professionnel et de l'accès aux domaines du divertissement, des arts visuels et des médias pour les personnes sourdes ou malentendantes.
Le site Daily Moth a été créé par Alex Abenchuchan en 2017 pour rendre les informations accessibles aux utilisateurs sourds de l'ASL.

### En France

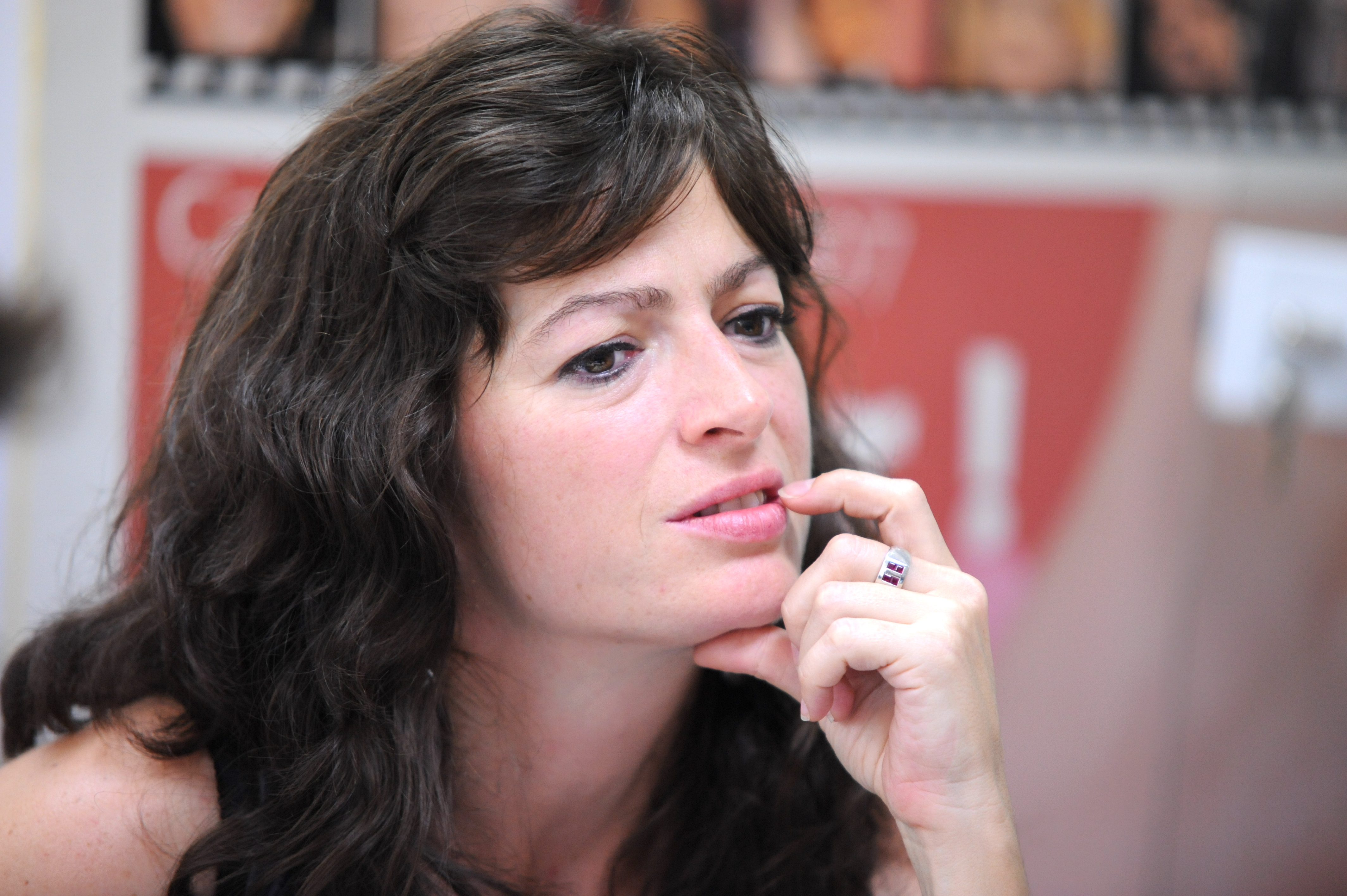
L'actrice Emmanuelle Laborit, le 28 septembre 2009 à Paris.

Le 25 novembre 1845, Victor Hugo écrit à Ferdinand Berthier, fondateur de la Société centrale des sourds-muets à Paris : « Qu'importe la surdité de l'oreille, quand l'esprit entend. La seule surdité, la vraie surdité, la surdité incurable, c'est celle de l'intelligence ».
En France, le mouvement appelé Réveil Sourd a permis la création, à la fin des années 1970, de l'International Visual Theatre, qui a formé par la suite de nombreux professionnels des arts du spectacle, comme la fameuse actrice Emmanuelle Laborit.

## Associations et autres organisations

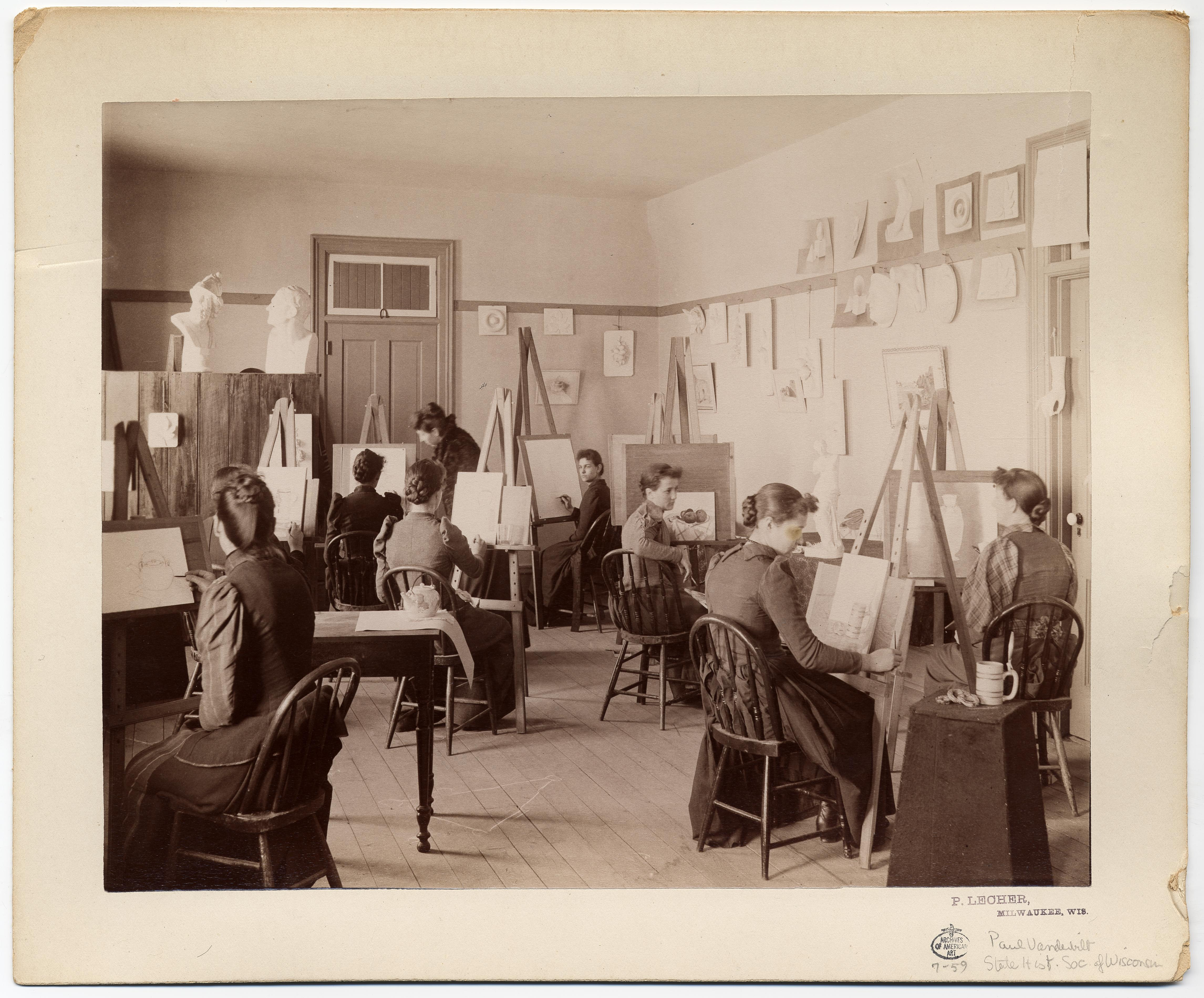
Cours d'art pour femmes à l'école publique des sourds, Delavan, Wisconsin, vers 1880

La culture sourde s'articule autour d'organisations telles que les écoles résidentielles pour étudiants sourds, les universités pour étudiants sourds (en particulier l'Université Gallaudet et le National Technical Institute for the Deaf), les clubs pour sourds, les ligues sportives pour sourds, les maisons communautaires (comme The Home for Aged and Infirm Deaf-Mutes, fondée par Jane Middleton, à New York), les organisations sociales pour sourds (comme le Deaf Professional Happy Hour), les groupes religieux pour sourds, les théâtres pour sourds et un large éventail de conférences et de festivals, tels que ceux organisés par la Fédération mondiale des sourds.

### Clubs pour sourds

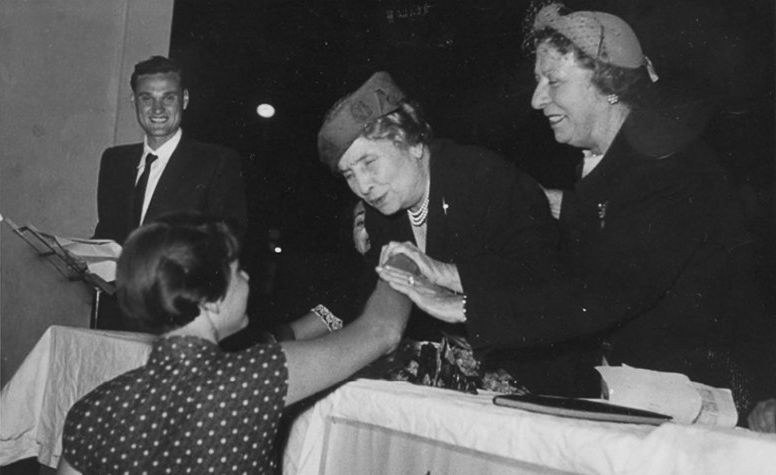
Club pour sourds en 1952 à Tel Aviv, en Israël.

Les clubs pour sourds, populaires dans les années 1940 et 1950, constituaient également une part importante de la culture sourde. À cette époque, il y avait très peu d’endroits où les sourds pouvaient se sentir chez eux – des endroits gérés par des sourds pour des sourds. Des films ont été réalisés par le Los Angeles Club for the Deaf et comprenaient des styles de performances tels que des vaudevilles et de courtes comédies. Ces films ont survécu jusqu'aux années 1940. Wolf Bragg, un artiste de club pour sourds populaire jusqu'en 1930, est connu pour avoir interprété la langue des signes dans The Monkey's Paw. Les clubs pour sourds étaient la solution à ce besoin et récoltaient des fonds en vendant de l'alcool et en organisant des jeux de cartes. Parfois, ces initiatives ont connu un tel succès que le bâtiment utilisé par le club a pu être acheté. L’attrait principal de ces clubs était qu’ils offraient un endroit où les sourds pouvaient se réunir pour rencontrer d’autres sourds, parfois pour partager des histoires, organiser des fêtes, des comédies et des pièces de théâtre. De nombreuses histoires ABC courantes d'aujourd'hui ont été vues pour la première fois dans des clubs pour sourds. Les clubs étaient présents dans toutes les grandes villes, New York en abritant au moins 12. Ces clubs constituaient une pause importante dans la journée habituellement solitaire des sourds, souvent passée au travail à l'usine.
D’autres attribuent le déclin des clubs de sourds, à la fin de la Seconde Guerre mondiale, à un changement sur le marché du travail. Pendant la Seconde Guerre mondiale, il y avait une forte demande de travailleurs en usine et une promesse de salaires élevés. De nombreux Américains sourds ont quitté leur domicile pour s’installer dans des villes plus grandes dans l’espoir d’obtenir un emploi dans une usine. Cet afflux massif de travailleurs dans les nouvelles villes a créé le besoin de clubs pour les sourds. Lorsque la Seconde guerre mondiale s'est terminée et que le mouvement pour les droits civiques a émergé, le gouvernement fédéral a commencé à offrir plus d'emplois aux hommes et aux femmes sourds. Les gens ont commencé à quitter les emplois dans le secteur industriel pour des emplois dans le secteur des services, s’éloignant du travail solitaire avec des heures fixes. Aujourd’hui, les clubs pour sourds sont rares, mais les centres de défense des sourds et d’autres organisations pour sourds sont plus nombreux et populaires.

### Communauté afro-américaine
L'association National Black Deaf Advocates (en) a été créée en 1982 pour « promouvoir le développement du leadership, les opportunités économiques et éducatives, l'égalité sociale et pour protéger la santé et le bien-être général des personnes noires sourdes et malentendantes ».

### Communauté LGBT

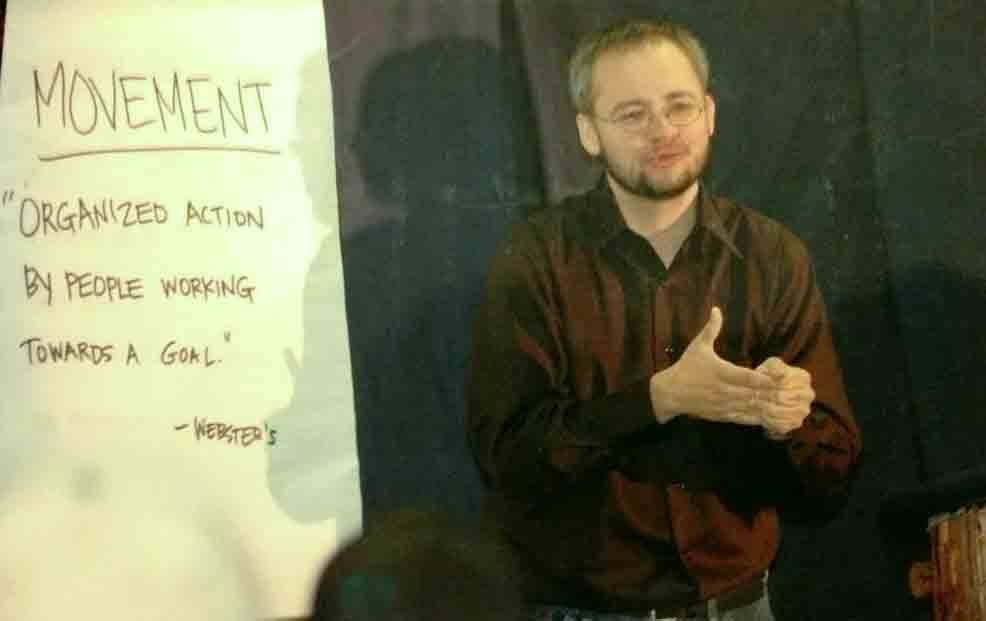
Drago Renteria présentant le Lifestyle Leadership Camp de la Rainbow Alliance of the Deaf, en 2006.

Il existe plusieurs organisations majeures qui soutiennent la communauté LGBT sourde en Amérique du Nord et en particulier aux États-Unis.
La Rainbow Alliance of the Deaf (en) (RAD), anciennement appelée National Rainbow Society of the Deaf (NRSD), est une organisation à but non lucratif créée en Floride en 1977 pour : « instaurer et maintenir une société de Sourds LGBT ». Le RAD organise une conférence annuelle « pour encourager et promouvoir le bien-être éducatif, économique et social » des personnes LGBTQ sourdes. Depuis, le RAD a ouvert des sections dans d'autres États des États-Unis et au Canada,.
Le Deaf Queer Resource Center (en) (DQRC) a été fondé en 1995 par Drago Renteria et a commencé comme un site web de ressources communautaires à l'échelle nationale. Le DQRC est maintenant une organisation à but non lucratif qui fournit « un soutien par les pairs, des groupes de soutien, des informations et des références, des ateliers éducatifs, un travail pour accroître la visibilité, éduquer sur l'accessibilité et préserver l'histoire LGBT des sourds ».
Des groupes de soutien et communautaires pour les personnes ayant des identités LGBGTQ+ intersectionnelles dans les communautés sourdes, sourdes-aveugles, sourdes-handicapées et malentendantes utilisant l'ASL sont organisés en ligne et au niveau régional. Queer ASL est une plateforme éducative de cours en ligne par des instructeurs sourds et homosexuels qui se concentre sur l'éducation des personnes homosexuelles et trans dans un safe space. Les homosexuels sourds organisent des évènements communautaires tels que le Deaf Lesbian Festival et le Deaf Queer Men Only (en).
Au niveau international, il existe quelques autres organisations comme le Hong Kong Bauhinias Deaf Club, le Deaf LGBTW à Fukoaka, Tohoku, Tokyo et Osaka, le Pinoy Deaf Rainbow aux Philippines, le Deaf Rainbow NSW en Australie, le Deaf Rainbow UK, le Rainbow International Deaf en Israël et la Greenbow LGBT Society of Ireland,,.

### Communautés religieuses

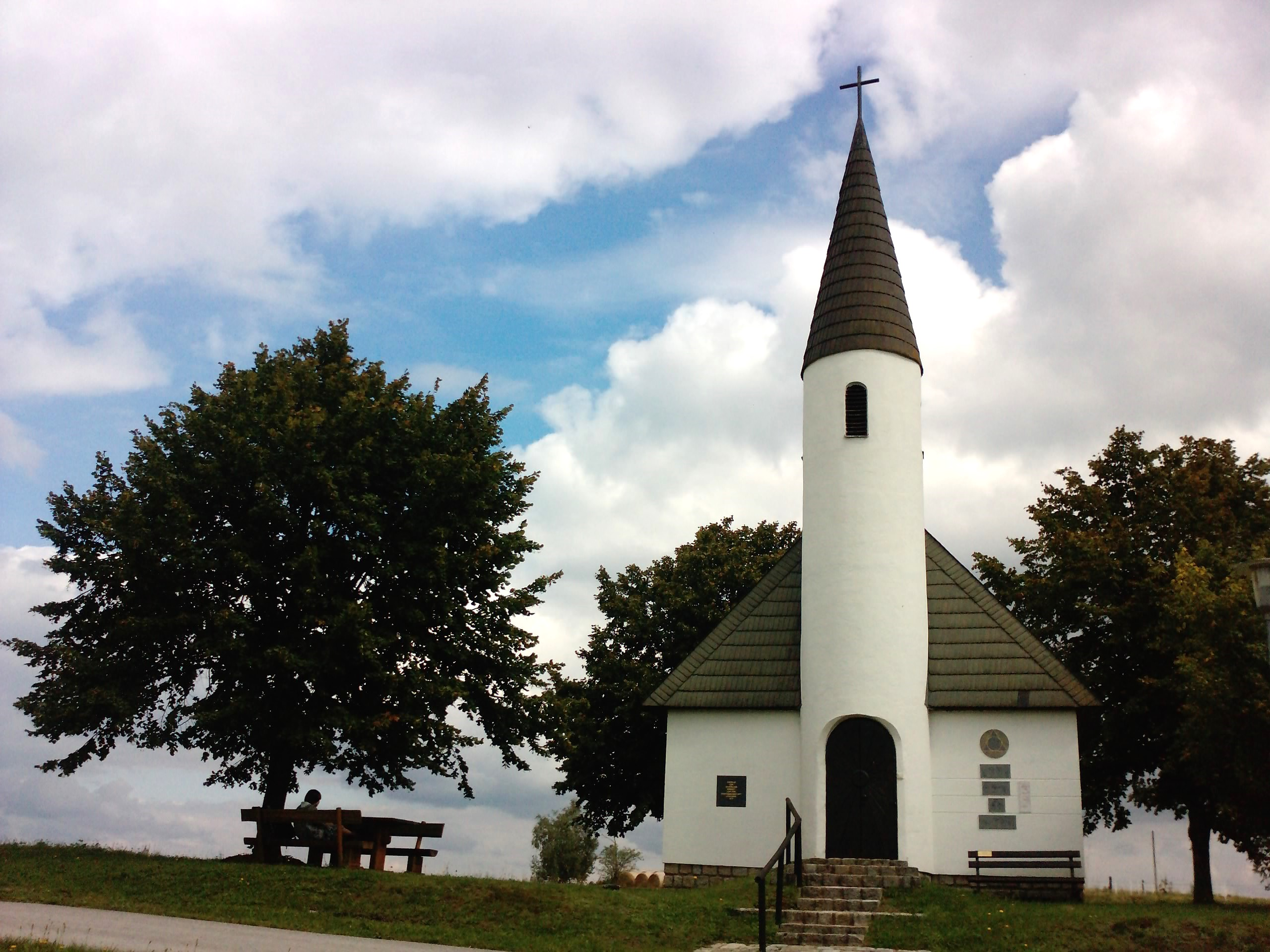
Chapelle pour sourds à Loimanns, Basse-Autriche, construite en 1979

Il existe des églises pour sourds (où la langue des signes est la langue principale), des synagogues pour sourds, des centres communautaires juifs pour sourds et un séminaire hébreu pour sourds dans l'Illinois,,,. En 2011, le Mouvement conservateur Massorti a adopté à l'unanimité la responsa rabinnique « Le statut du Heresh [celui qui est sourd] et de la langue des signes », par le Committee on Jewish Law and Standards (en) (CJLS). Cette responsa déclare, entre autres, que « le Comité sur la loi et les normes juives décide que les sourds qui communiquent par la langue des signes et ne parlent pas ne doivent plus être considérés comme mentalement incapables. Les Juifs sourds sont responsables de l'observation des mitsvot. Nos communautés, synagogues, écoles et camps doivent s'efforcer d'être accueillants, accessibles et inclusifs. La langue des signes peut être utilisée dans les questions de statut personnel et peut être utilisée dans les rituels. Une personne sourde appelée à la Torah qui ne parle pas peut réciter les berakhot par la langue des signes. Une personne sourde peut servir de shaliah tzibbur en langue des signes dans un minyan dont le moyen de communication est la langue des signes ».

### Organisations pour les femmes
Il existe 15 sections de Deaf Women United à travers les États-Unis ; sa mission est de « promouvoir la vie des femmes sourdes par l'autonomisation, l'enrichissement et le réseautage ». Il existe également le groupe américain Pink Wings of Hope, en soutien aux femmes sourdes et malentendantes atteintes par le cancer du sein.

### Évènements

#### Internationaux

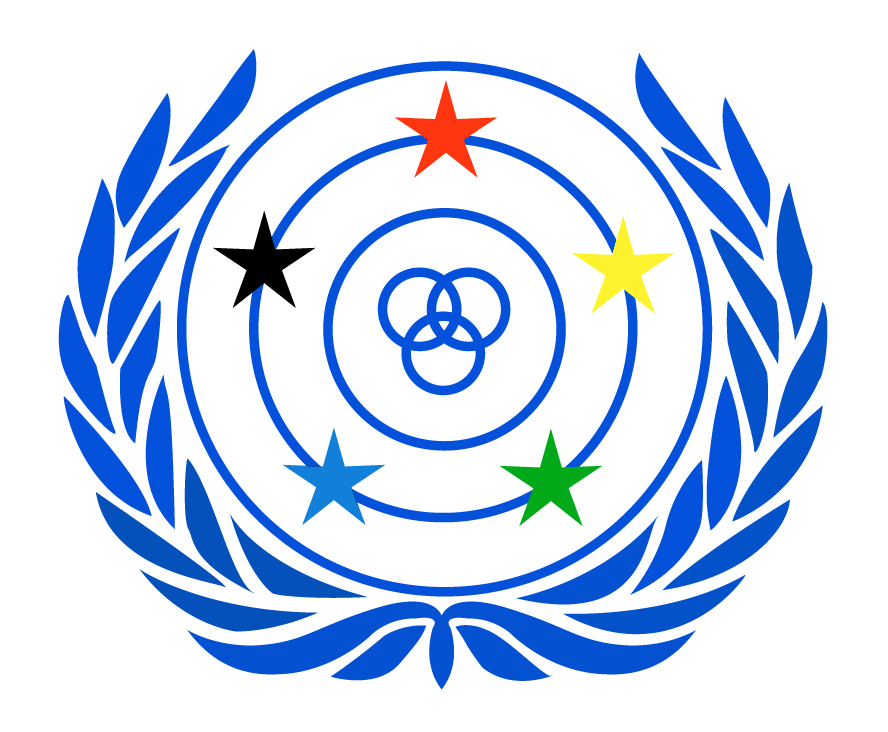
Logo de la Fédération mondiale des sourds, qui organise la journée mondiale des sourds et la Semaine internationale des sourds chaque fin de septembre.

La Journée mondiale des sourds est une journée internationale consacrée à la sensibilisation sur la surdité et la présentation de la culture sourde ; elle est organisée le dernier samedi de septembre depuis 1958 par la Fédération mondiale des sourds, et a été ensuite étendue à la Semaine internationale des sourds, fixée à la dernière semaine complète du mois de septembre. La Journée internationale des langues des signes (en), organisée le 23 septembre par l'ONU, lui a été associée depuis 2018.
Les Deaflympics, aussi appelés Jeux olympiques des sourds, sont organisés tous les quatre ans depuis 1924 par le Comité international des sports des sourds, et sont la plus ancienne compétition multisports après les Jeux olympiques. Seuls les athlètes ayant un seuil d'audition de moins de 55 décibels et ne disposant pas de dispositif de correction auditif peuvent participer.

#### En France

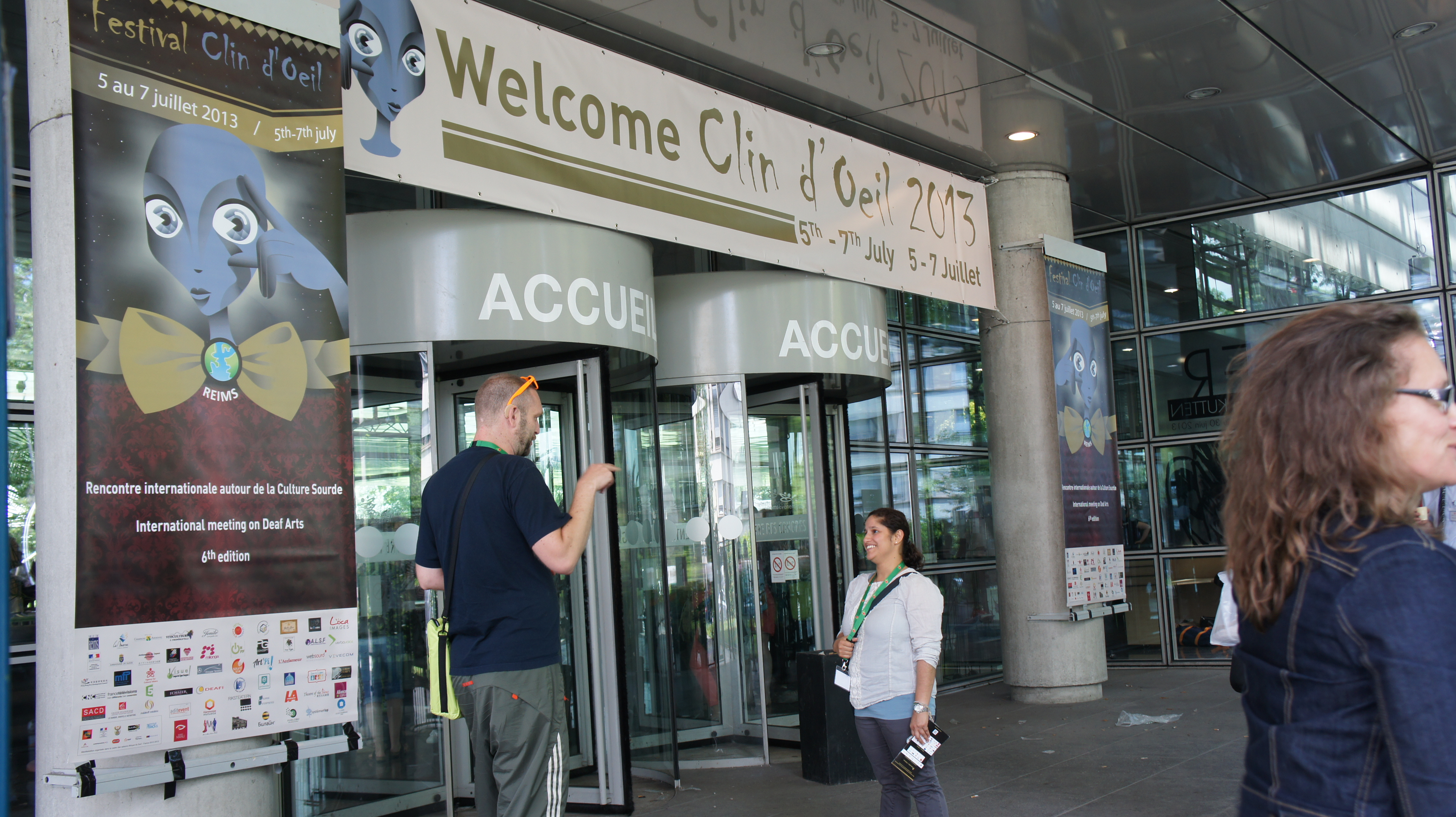
Accueil et entrée du centre des Congrès de Reims lors du Festival Clin d'œil 2013.

Le festival Clin d'œil est un festival international des arts en langue des signes créé à Reims en 2003, ayant lieu tous les deux ans en juillet pendant quatre jours.
Le festival Sign'ô est un festival artistique en langue des signes organisé depuis 2007 à Toulouse, tous les deux ans en juin pendant un week-end.
Le Festi’Dunan a été fondé en 2008 à Nantes. Tous les quatre ans, il programme en automne des représentations sur scène de pièces de théâtre et de one-man-shows en langue des signes, d'opéras chansignés, de danse, des projections de court métrages , ou encore des expositions.

#### Dans d'autres pays
Le Deaffest est un festival de cinéma et de télévision organisé depuis 2006 par des Sourds du Royaume-Uni pour rendre hommage à des personnalités sourdes des médias audiovisuels du monde entier.